# The Eras Tour
The Eras Tour è stato il sesto tour di concerti di Taylor Swift ed ha celebrato tutta la sua carriera a diciotto anni dal suo debutto, da Taylor Swift a The Tortured Poets Department.
Già a novembre 2023, a pochi mesi dall'inizio, il The Eras Tour è diventato il tour mondiale dagli incassi più alti di tutti i tempi.

## Antefatti
In seguito allo scoppio della pandemia di COVID-19, il Lover Fest Tour previsto per il 2020 a supporto dell'album Lover venne cancellato. Alla cancellazione è seguita la pubblicazione di altri tre album: Folklore, Evermore e Midnights, oltre alle re-incisioni di Fearless e Red.
Il 1º novembre 2022, in occasione di un'apparizione al programma televisivo statunitense Good Morning America, Swift ha annunciato il The Eras Tour, con inizio a partire dall'anno successivo. Contemporaneamente, attraverso il suo sito ufficiale e i suoi profili sui social media, ha reso pubbliche le prime ventisette tappe del tour negli Stati Uniti. Pochi giorni dopo l'annuncio sono state aggiunte otto ulteriori date. L'11 novembre 2022 sono state aggiunte altre 17 date, portando il totale a 52 spettacoli.
Il 2 giugno 2023 sono state annunciate le date in Messico, Argentina e Brasile: si tratta del primo tour della cantante con cui visita l'America Latina.
Il 20 giugno sono state annunciate le date in Asia ed Europa. Il 3 agosto sono state annunciate le date finali in Canada.

## Accoglienza
| Recensione          | Giudizio |
| ------------------- | -------- |
| The Times           |          |
| The Guardian        |          |
| The Independent     |          |
| The Daily Telegraph |          |

Il tour ha ricevuto recensioni molto positive, conquistando il consenso generale dei critici dell'industria musicale e dell'intrattenimento. Neil McCormick di The Daily Telegraph lo ha descritto come "uno degli spettacoli pop più ambiziosi, spettacolari e affascinanti", lodando la virtuosità musicale di Swift, oltre che alla voce e all'energia. Keiran Southern di The Times ha aggiunto che Taylor Swift è "un genio del pop". La critica ha lodato anche la produzione della tournée, con Philip Cosores di Uproxx che la descrive come "il più impressionante spettacolo in uno stadio mai concepito", fatto atipico per la maggior parte degli artisti pop e rock.

## Registrazioni
I concerti tenutisi dal 3 all'8 agosto 2023 al SoFi Stadium di Inglewood, Los Angeles, sono stati registrati per il film concerto Taylor Swift: The Eras Tour, diretto da Sam Wrench. Il film è stato annunciato il 31 agosto 2023 e distribuito nelle sale cinematografiche a livello mondiale il 13 ottobre successivo.
Il film è stato poi ripubblicato successivamente su Prime Video il 13 dicembre 2023 con l'aggiunta delle esibizioni di The Archer, Long Live e Wildest Dreams dopo i titoli di coda, mentre il 15 marzo 2024 è resa disponibile su Disney+ la Taylor's Version del lungometraggio, con l'aggiunta della performance di cardigan e di altre quattro canzoni in acustico e l'ordine corretto di tutte le esibizioni.

## Sinossi
Lo spettacolo durava circa tre ore e 15 minuti, il più lungo della carriera di Swift. Si componeva di 44 canzoni (45 a partire dall'aggiunta di Long Live e 46 nella leg europea) distribuite in 10 atti. Ogni atto era caratterizzato da uno schema di colori specifico, mentre le transizioni tra gli atti erano facilitate da immagini di intermezzo sullo schermo ed erano contrassegnate da cambi di costume con intervalli non trascurabili. Swift si rivolgeva anche alla folla durante lo spettacolo.

### Lover

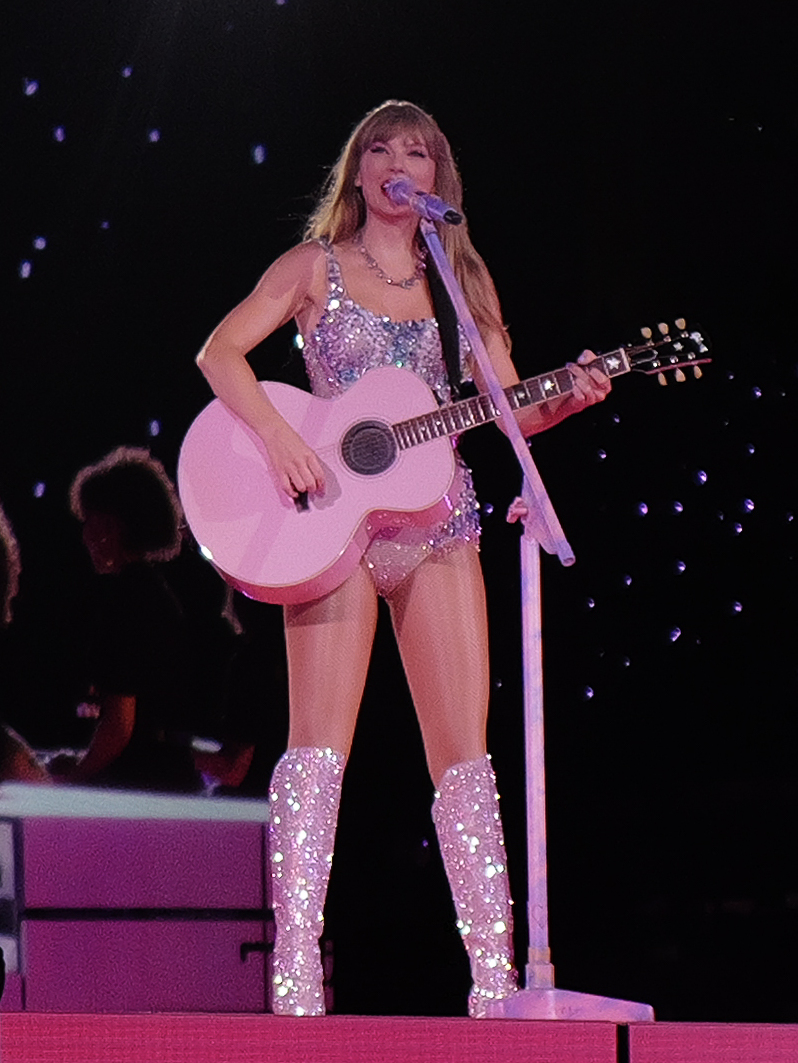
Era di Lover. Canzone: Lover

Un orologio sullo schermo eseguiva il conto alla rovescia per mostrare il tempo mentre suonava You Don't Own Me di Lesley Gore (1964). 
Circondata da un arazzo color pastello simile a un ventaglio, Swift emergeva dalla piattaforma a metà del palco con un body luccicante e stivali alti fino al ginocchio. Lo spettacolo si apriva con il ritornello di Miss Americana & the Heartbreak Prince che porta a Cruel Summer. Swift consegnava quindi il biglietto di benvenuto con la casa delle bambole del video musicale Lover sullo schermo, raffigurante le varie epoche dei suoi album. 
Accompagnata da ballerini e con indosso un blazer con paillettes, esegue le versioni ridotte di The Man e You Need to Calm Down unite in un medley in un set simile ad un ufficio a cubicoli; dopo un primo diva's speech, suonava Lover con una chitarra, seguito (solo nella prima leg) da una versione ridotta di The Archer eseguita da sola sulla rampa.

### Fearless

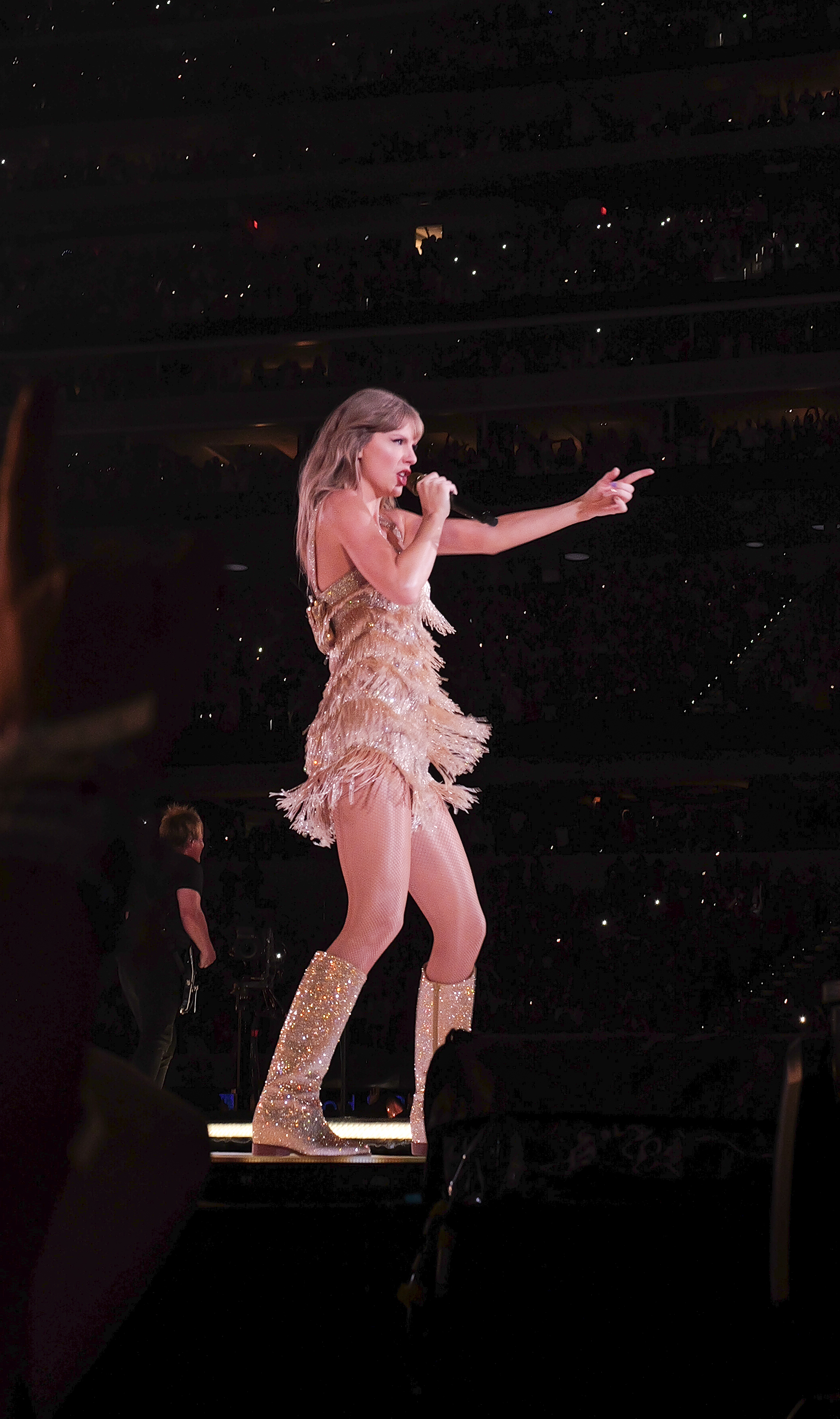
Era di Fearless. Canzone: You Belong with Me

Il secondo atto, Fearless, iniziava con lo schermo che mostrava scintille elettriche dorate che piovono. Swift riappariva in un abito di colore oro o argento, che cambiava ogni data. Si esibiva con una versione ridotta di Fearless alla chitarra sul palco principale, You Belong with Me a metà palco e Love Story sul palco a forma di T, il tutto insieme alla sua band e alle sue coriste.
L'atto è rimasto invariato tra le due leg.

### folkloreedevermore

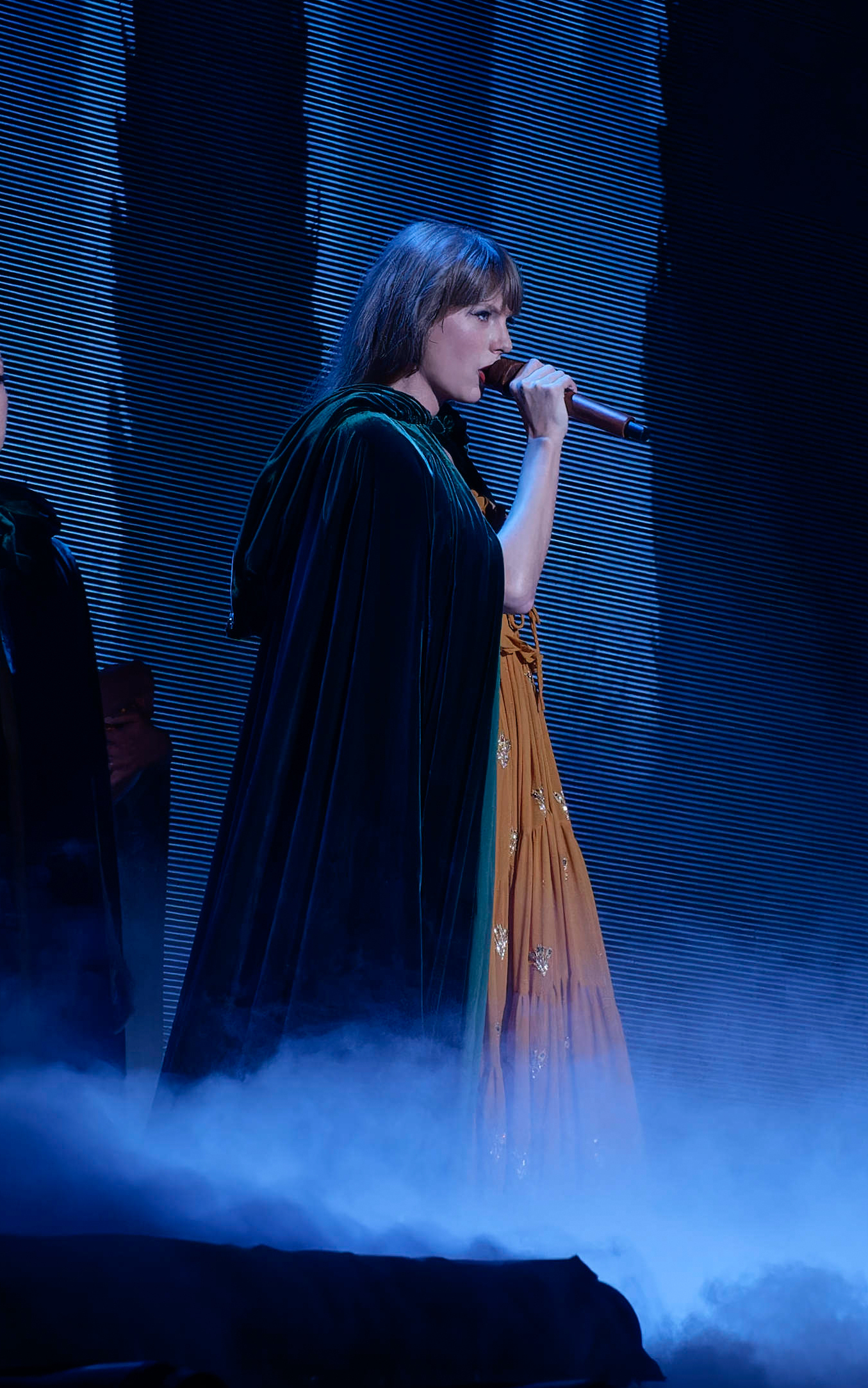
Era di evermore. Canzone: willow

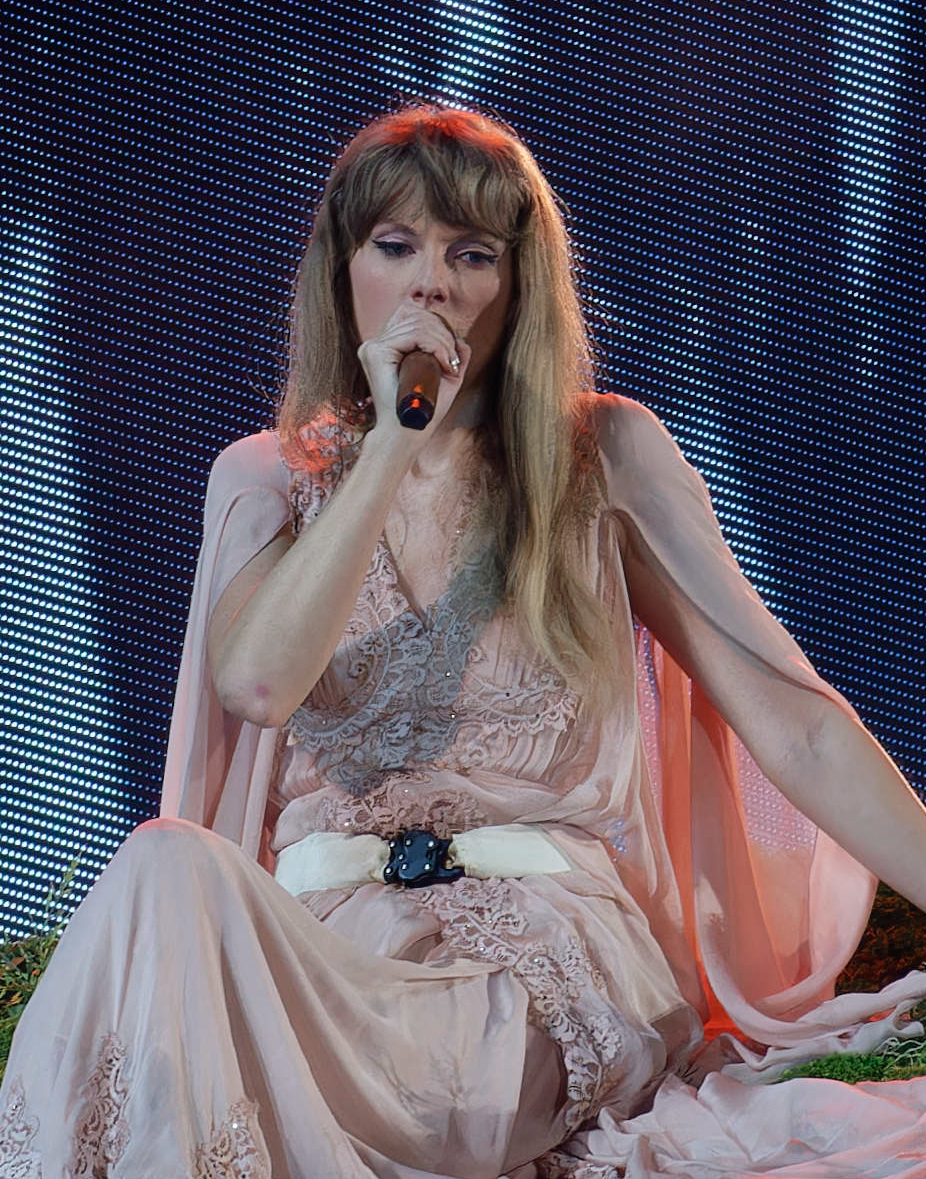
Era di folklore. Canzone: the 1

Nella prima leg il terzo atto era dedicato a evermore, adottando un'estetica forestale. Swift iniziava a cantare 'tis the damn season in un abito arancione bruciato o di una tonalità bronzo, seguito da un tema oscuro che portava a willow in una rappresentazione di una seduta spiritica; Swift indossava un mantello color smeraldo e si esibiva con ballerini che tenevano sfere arancioni luminescenti.
Continuava con marjorie, poi champagne problems su un pianoforte coperto di muschio sotto una quercia preceduto da un breve discorso, concludendo con tolerate it svolta con un ballerino su un tavolo da pranzo.
folklore, che nella prima leg era il settimo atto successivo all'era di Red, era dominato da un'estetica "cottagecore", e veniva introdotto con un interludio parlato di seven. Sul palco c'era una cabina bucolica, simile a quella della performance della cantante ai Grammy Awards 2021; su una piattaforma sopraelevata, Swift eseguiva the 1 (fino al 31 marzo veniva svolta invisible string) sul tetto della cabina, betty alla chitarra e con la sua band e the last great american dynasty con i ballerini vestiti con abiti d'epoca, davanti alla cabina. 
Poi cantava august, collegata al bridge di illicit affairs dalle sfumature rock a centro palco, seguito da my tears ricochet sui palchi secondari con una coreografia che ricorda un corteo funebre. Swift tornava al centro del palco per eseguire cardigan e l'atto terminava con l’apparizione delle lucciole mentre la cabina si ritirava nello schermo.
Nella leg europea le due ere sono state unite in un unico atto, il sesto, soprannominato folkmore (dalla crasi dei nomi dei due "album sorelle", come li definisce la cantante) che seguiva la Reputation era. Swift ripeteva le stesse esibizioni della leg precedente, a eccezione di 'tis the damn season, tolerate It, l'interludio di seven, the 1 e the last great american dynasty. Anche l'ordine delle esibizioni è cambiato: l'atto iniziava in questa nuova versione con le versioni ridotte di cardigan (stavolta svolta sul tetto della cabina) e betty, proseguendo poi con champagne problems, il medley tra august, illicit affairs e my tears ricochet, marjorie e concludendo con willow insieme alle ballerine.

### Reputation

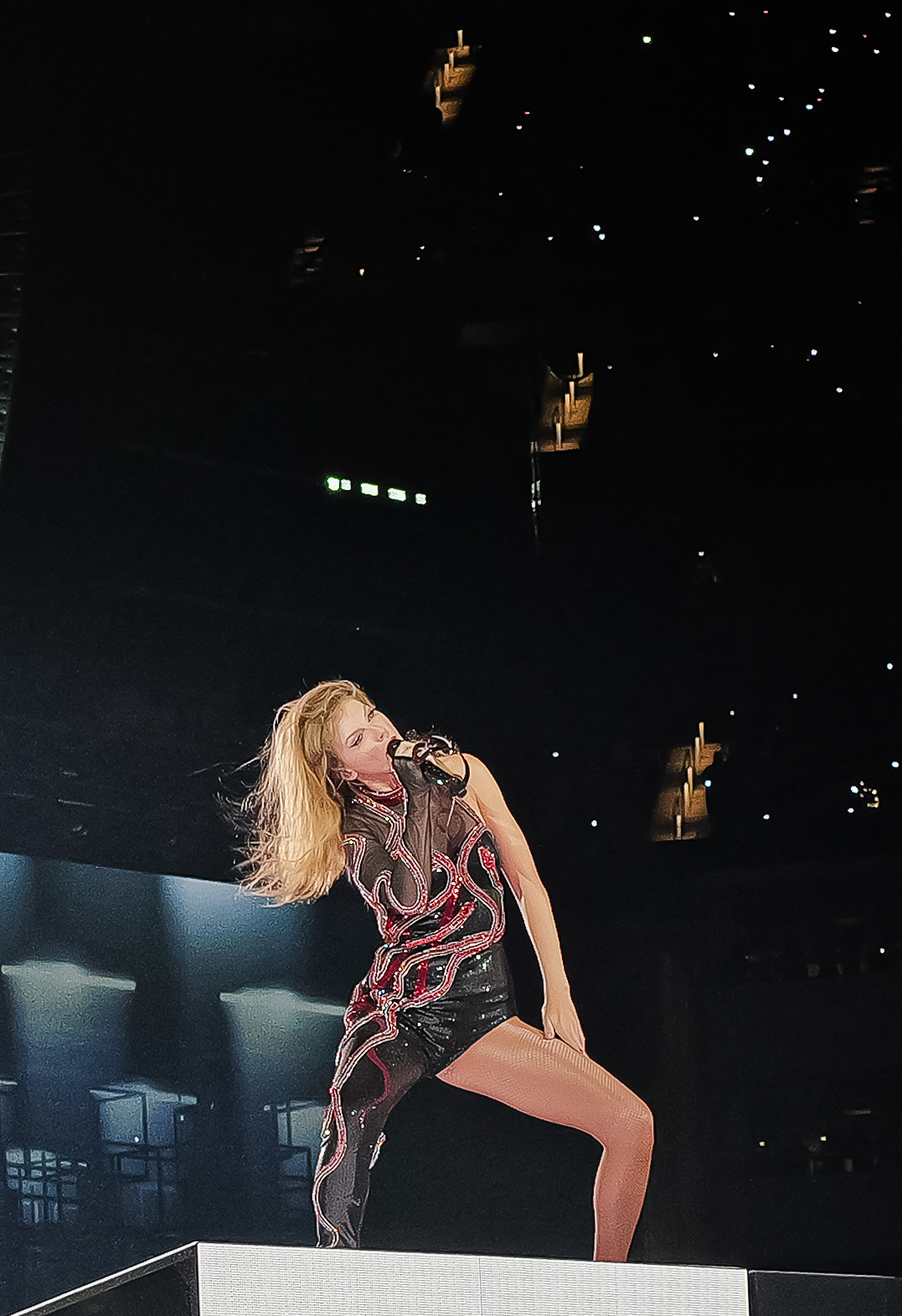
Era di Reputation. Canzone: ...Ready for It?

Immagini di serpenti e luci soffuse iniziavano l'atto Reputation, il quarto della prima leg dopo evermore, e il quinto della leg europea dopo Speak Now. Swift riemergeva in una tuta asimmetrica nera e rossa (nera e oro negli ultimi show) con motivi di serpente che ricordavano i suoi costumi del Reputation Stadium Tour, con ballerine che indossano body neri e rosso scuro a tema gotico. Venivano eseguite ...Ready for It? e Delicate.
Poi durante la versione ridotta di Don't Blame Me Swift saliva sulla piattaforma centrale. Si passava in medley a Look What You Made Me Do, che presentava immagini sullo sfondo di Swift e di tutte le sue ere intrappolate in scatole di vetro e ballerine vestite con alcuni dei look più vecchi della cantante. La conclusione dell'atto era contrassegnata da un serpente che strisciava via sullo schermo.
L'atto rimane invariato tra le due leg.

### Speak Now

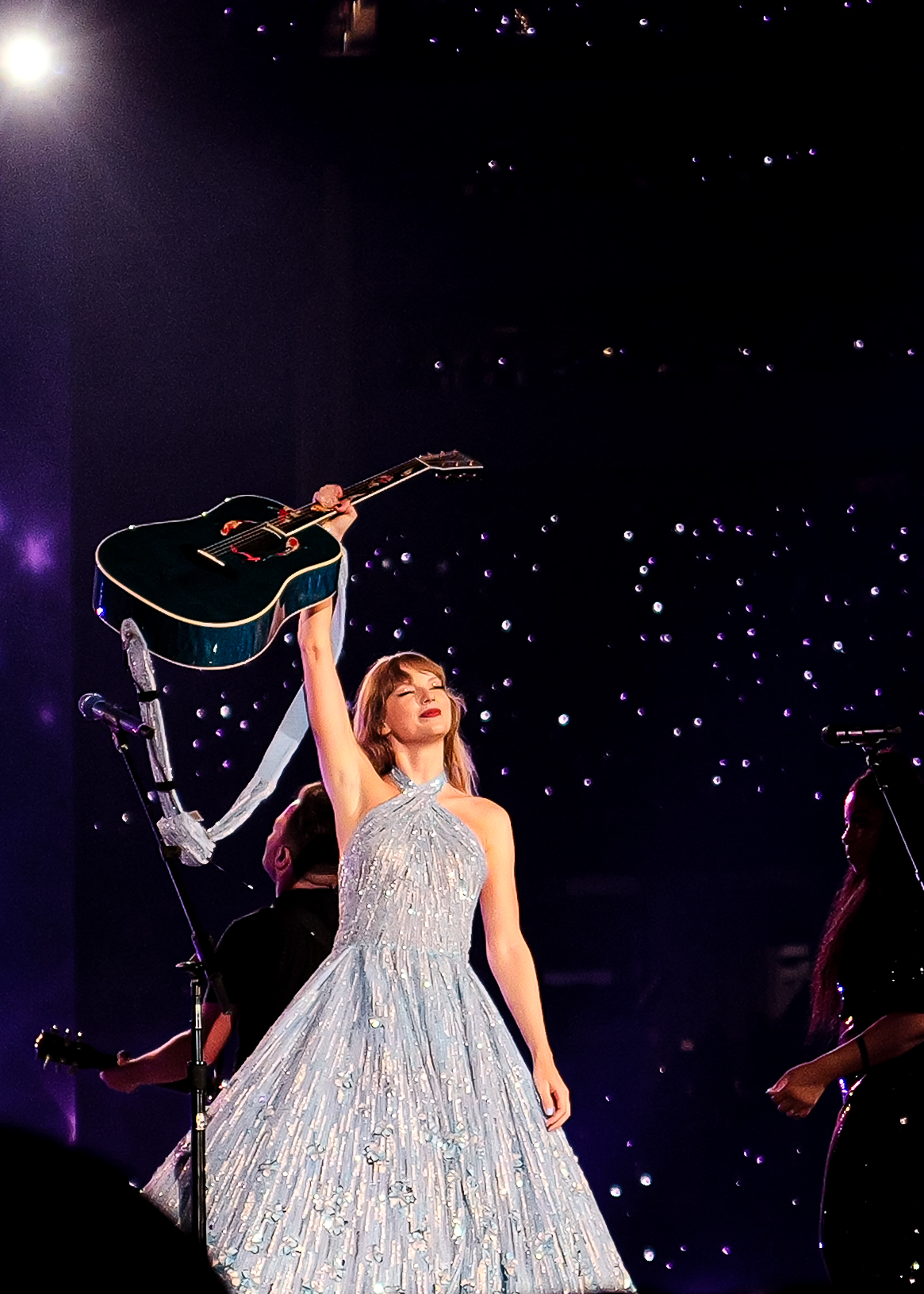
Era di Speak Now. Canzone: Long Live

Il quinto atto, Speak Now, iniziava con un mosaico astratto di luci viola sul palco. Swift, in abito da ballo, entrava dallo schermo ed eseguiva una versione ridotta di Enchanted, accompagnato da strimpellate acustiche e un crescendo eseguito dalla band, che culminava nel bridge eseguito sulla pedana sopraelevata circondata dalle ballerine che volteggiavano attorno alla cantante. 
Successivamente, solo nel periodo tra il 7 luglio (prima data dopo l'uscita di Speak Now (Taylor's Version)) e la fine della prima leg, Swift andava al centro del palco, dove assieme alla sua band suonava alla chitarra Long Live sulla piattaforma sopraelevata.
Nella leg europea l'atto di Speak Now è stato anticipato al quarto, dopo Red, con una nuova introduzione eseguita da un gruppo di ballerine prima di Enchanted, che tornò ad essere l'unica canzone dell'atto.

### Red

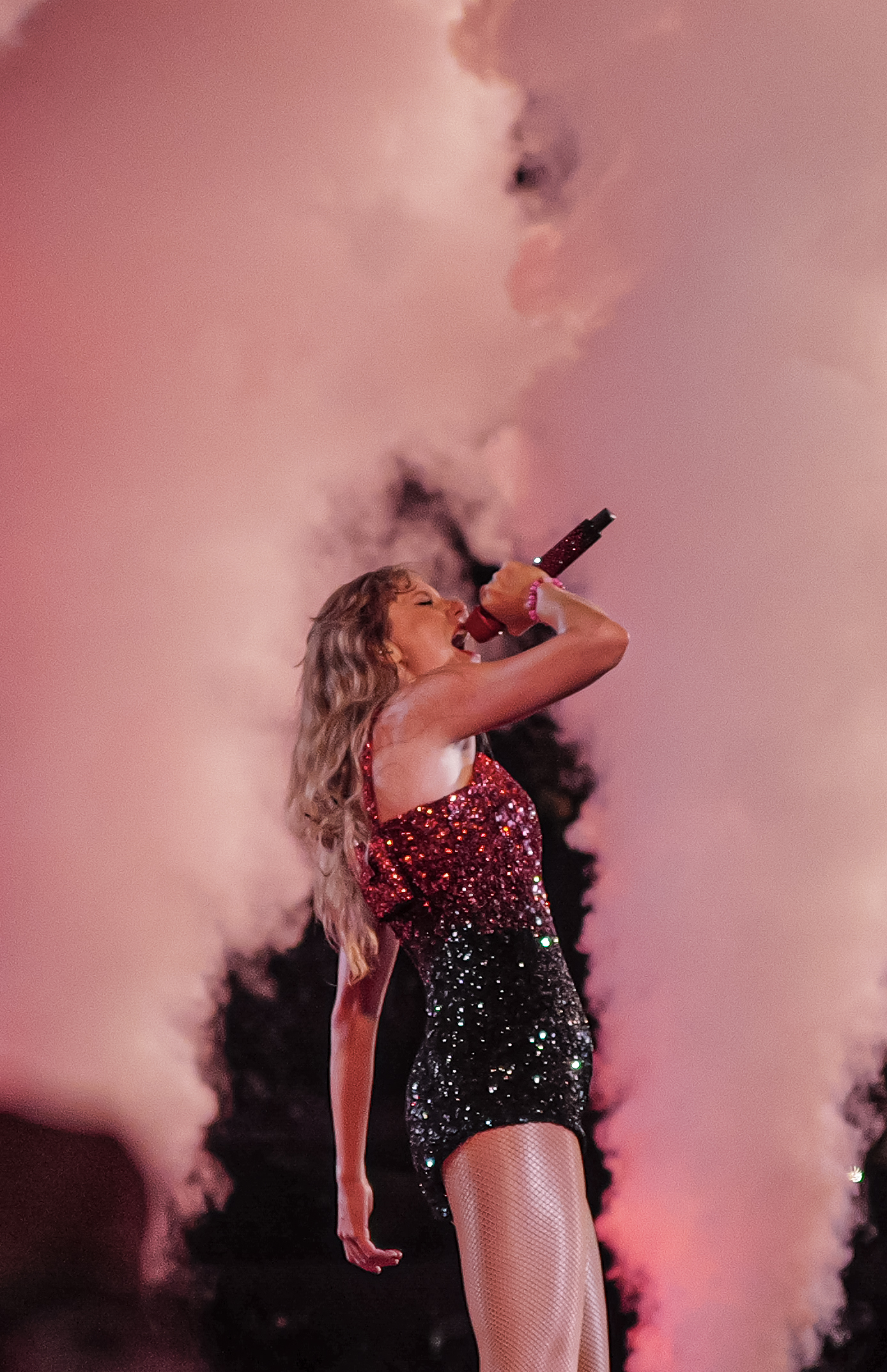
Era di Red. Canzone: I Knew You Were Trouble

Per l'atto di Red, il sesto dopo Speak Now nella prima leg, e il terzo dopo Fearless nella leg europea, lo schema dei colori diventava rosso; una ballerina apriva una scatola che riproduce frammenti di Red, Everything Has Changed / Holy Ground e State of Grace. 
I palloncini emergevano e Swift eseguiva 22 indossando una versione sempre modificata della maglietta bianca e un cappello nero ispirata agli hippie del video musicale della canzone: durante l'esibizione Swift regalava il suo cappello a un piccolo fan pre-selezionato. Successivamente cantava We Are Never Ever Getting Back Together e una versione ridotta I Knew You Were Trouble assieme ai suoi ballerini, vestita con un pagliaccetto rosso e nero e con i ballerini in rosso. 
Indossava un cappotto rosso e una chitarra acustica per eseguire la versione di dieci minuti di All Too Well supportata dall'intera band. L'atto si concludeva con una nevicata artificiale che invadeva lo schermo.
L'atto è rimasto invariato tra le due leg.

### 1989

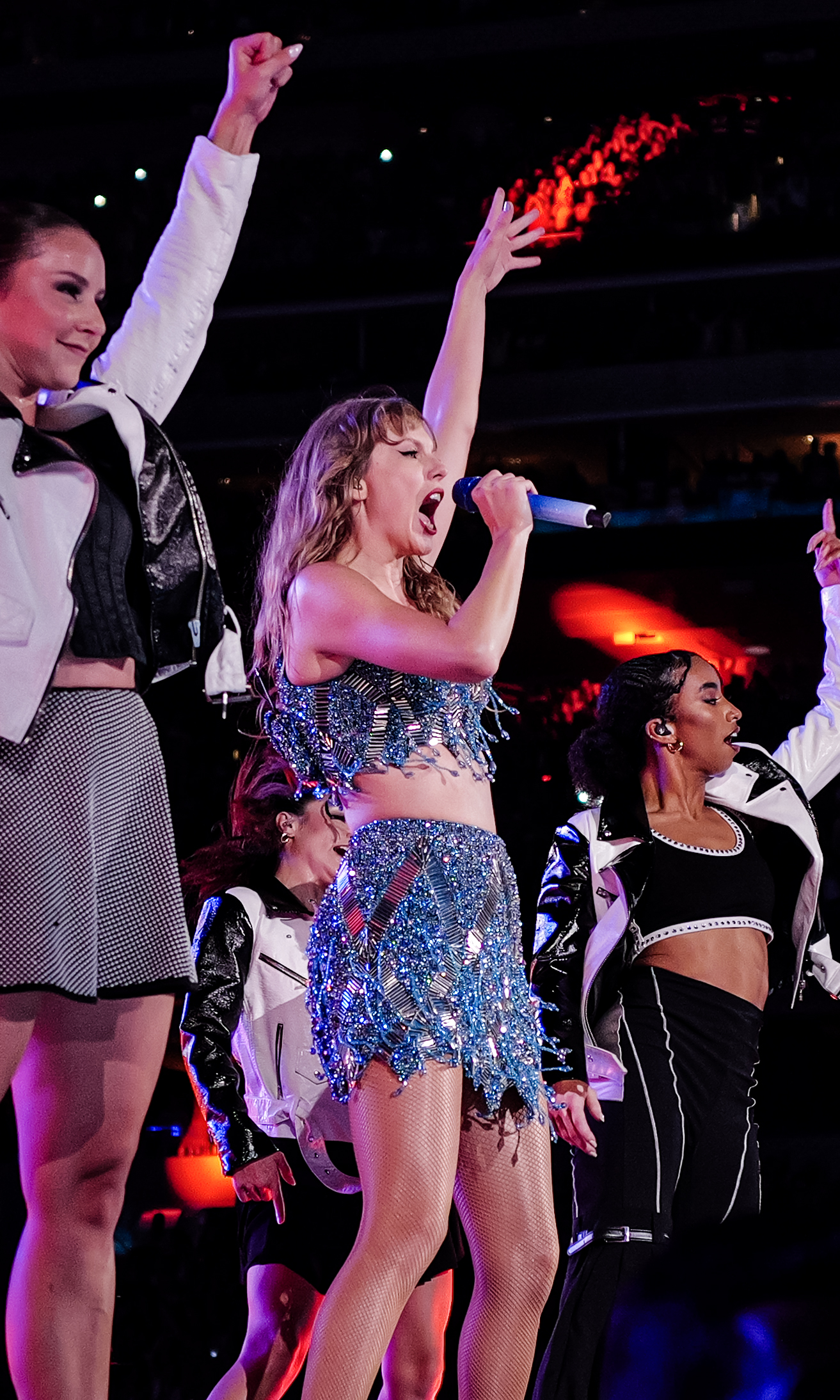
Era di 1989. Canzone: Bad Blood

1989, l'ottavo atto dopo folklore nella prima leg e il settimo nella leg europea dopo folkmore, iniziava con lo schermo che mostrava lo skyline di una città illuminato al neon. Swift indossava un crop top e una gonna con perline (sostituiti durante la leg europea da un set mix-&-match di cinque crop top e cinque gonne senza perline) e cantava percorrendo la passerella una versione ridotta di Style. 
Spostandosi a metà del palco, i ballerini vestiti di bianco e nero cavalcavano biciclette al neon per Blank Space e usavano mazze da golf illuminate di blu per distruggere un'auto Shelby Cobra animata, un riferimento al video musicale ufficiale della canzone e alla coreografia del 1989 World Tour. 
Seguivano Shake It Off e poi le versioni ridotte di Wildest Dreams e Bad Blood in un medley, accentuate da intensi effetti pirotecnici ed eseguite rispettivamente con le coriste e le ballerine.
L'atto è rimasto invariato tra le due leg.

### The Tortured Poets Department

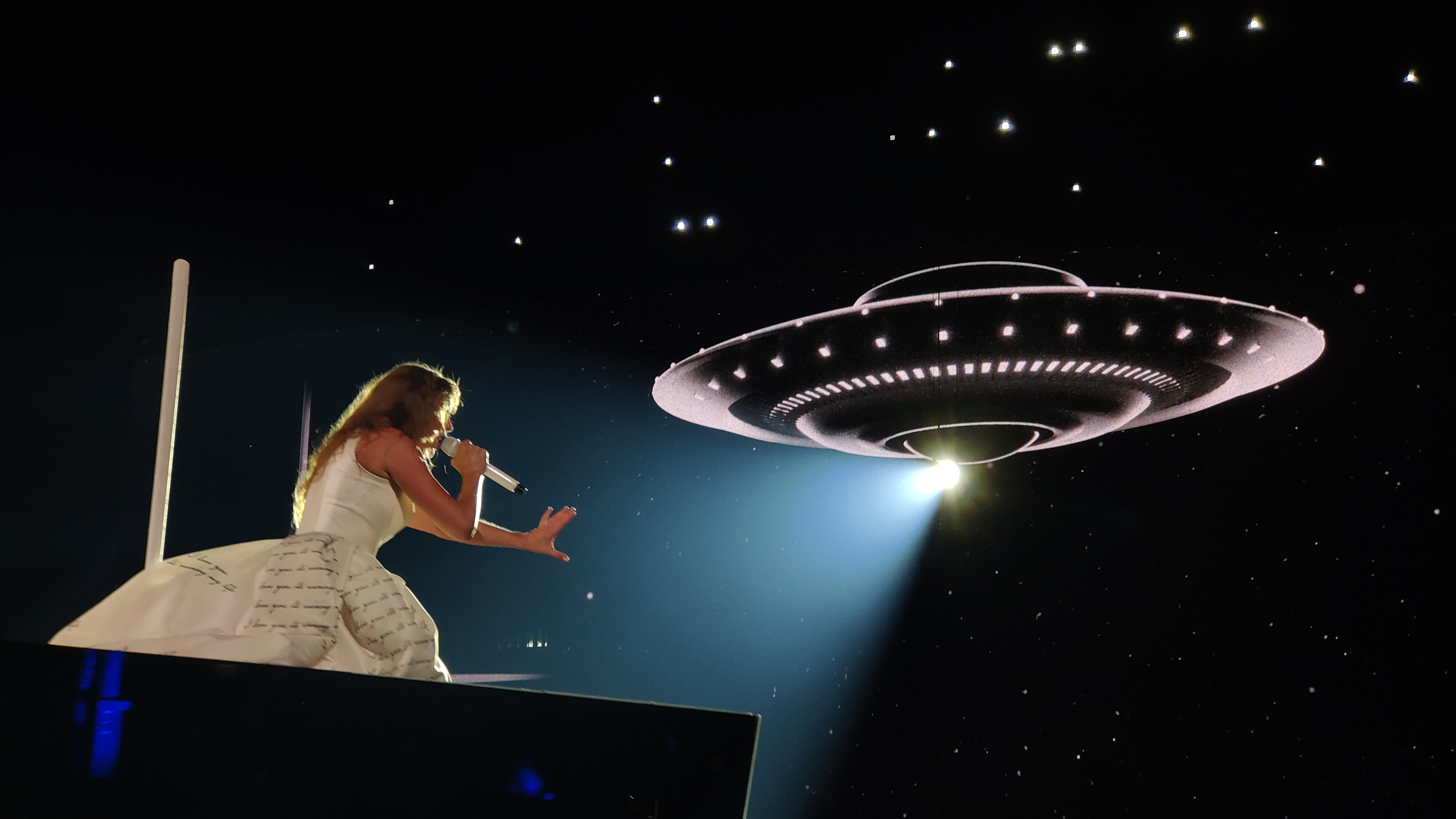
Era di The Tortured Poets Department. Canzone: Down Bad

In seguito all'uscita del nuovo album The Tortured Poets Department, a partire dalla leg europea è stato introdotto il nuovo atto, a spese della fusione degli atti precedentemente separati di folklore ed evermore e la rimozione delle esibizioni di The Archer, 'tis the damn season, tolerate it, Long Live, the 1 e the last great american dynasty. Tali canzoni, tranne tolerate it, verranno tuttavia riproposte occasionalmente, durante il corso della leg, come canzoni a sorpresa durante il set acustico.
In un'atmosfera dominata dai colori nero e bianco, Swift appariva sul palco a forma di T in un abito bianco (con le citazioni "I love you, it's ruining my life" da Fortnight o "Who's Afraid Of Little Old Me? You should be" da Who's Afraid Of Little Old Me? scritte più volte sulla gonna) ed eseguiva But Daddy I Love Him, seguita in un medley da un breve estratto del bridge di So High School. 
Poi percorreva tutto il palcoscenico, come se levitasse, su una piattaforma rialzata, cantando Who's Afraid Of Little Old Me? e una versione ridotta Down Bad, caratterizzata da un ufo che dominava lo schermo e sembrava che tentasse di rapire la cantante. Seguiva Fortnight, eseguita su un grande letto mobile simile a quello del videoclip del singolo il cui lato proponeva il logo dell'album, con due macchine da scrivere al suo interno, un ballerino che impersonava il suo amato e due ballerine nei panni di infermiere. 
Swift indossava poi una giacca da soldato e cantava una versione ridotta The Smallest Man Who Ever Lived in una solenne parata scandita dal rullo di tamburi suonati da tutto il corpo di ballo. In seguito a una breve scenetta intermediaria con due ballerini cambiava rapidamente l'abito sul palco, vestendosi come una performer di un tipico musical di Broadway per poi esibirsi con I Can Do It with A Broken Heart in quello che viene definito Female Rage: The Musical.

### Set acustico

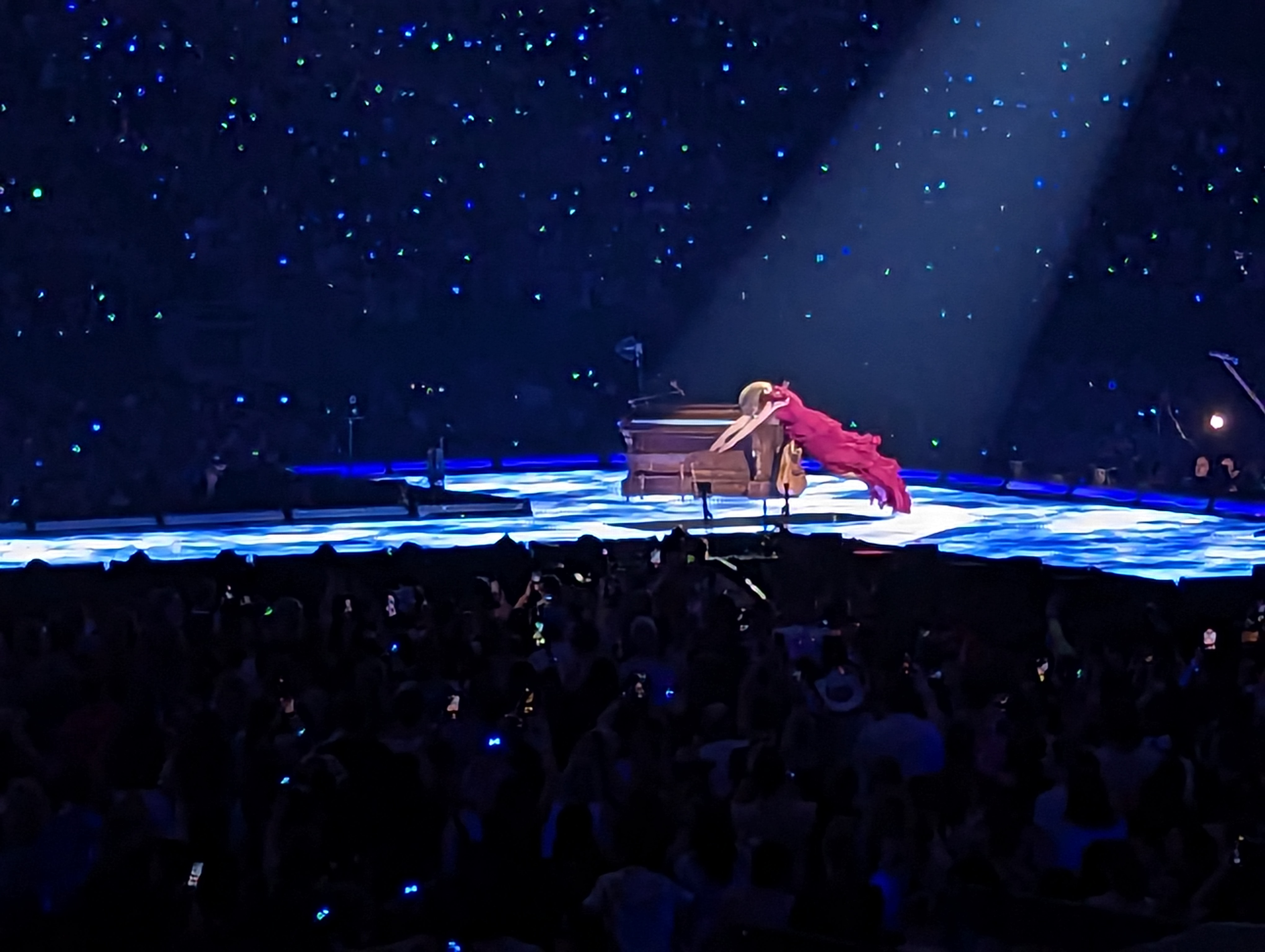
Il "tuffo" di Taylor Swift nel palco dopo il set acustico

Nel set acustico, che seguiva 1989 nella prima leg e The Tortured Poets Department nella seconda leg, Swift eseguiva due canzoni a sorpresa non presenti nella setlist: inizialmente una alla chitarra e una al pianoforte, in seguito cantandone anche più di una per strumento, componendo così degli inediti mash-up. Occasionalmente potevano essere presenti anche artisti con cui Swift duettava o condivideva il palco: alcuni esempi sono Ed Sheeran, Aaron Dessner, Jack Antonoff, Hayley Williams, Sabrina Carpenter e Gracie Abrams.
Nel corso della leg americana Swift si autoimpone la regola di non ripetizione dei pezzi a sorpresa: nessuna canzone proposta durante un set acustico poteva essere cantata nuovamente in uno spettacolo successivo, a meno che provenisse dall'album Midnights o Swift non eseguisse correttamente il pezzo, ad esempio dimenticando o sbagliando le parole. Tale regola viene dichiaratamente abolita all'inizio della leg europea, in modo da avere più libertà creativa per i mash-up o comunque per riproporre liberamente più volte una stessa canzone. Al netto di tale variazione l'atto non subisce cambiamenti tra le due leg.
A seguito della seconda esibizione, in un'illusione ottica, uno specchio d'acqua si sviluppava poi attorno al pianoforte e avvolgeva il palcoscenico: la cantante "si tuffava" nel palco dando l'impressione che nuotasse sott'acqua, lungo la rampa e il palco principale.
I fan durante questo set le fanno dei tributi, per esempio a Milano, la prima sera in cui Taylor si è esibita, tutto lo stadio le ha cantato Sei Bellissima. 

### Midnights

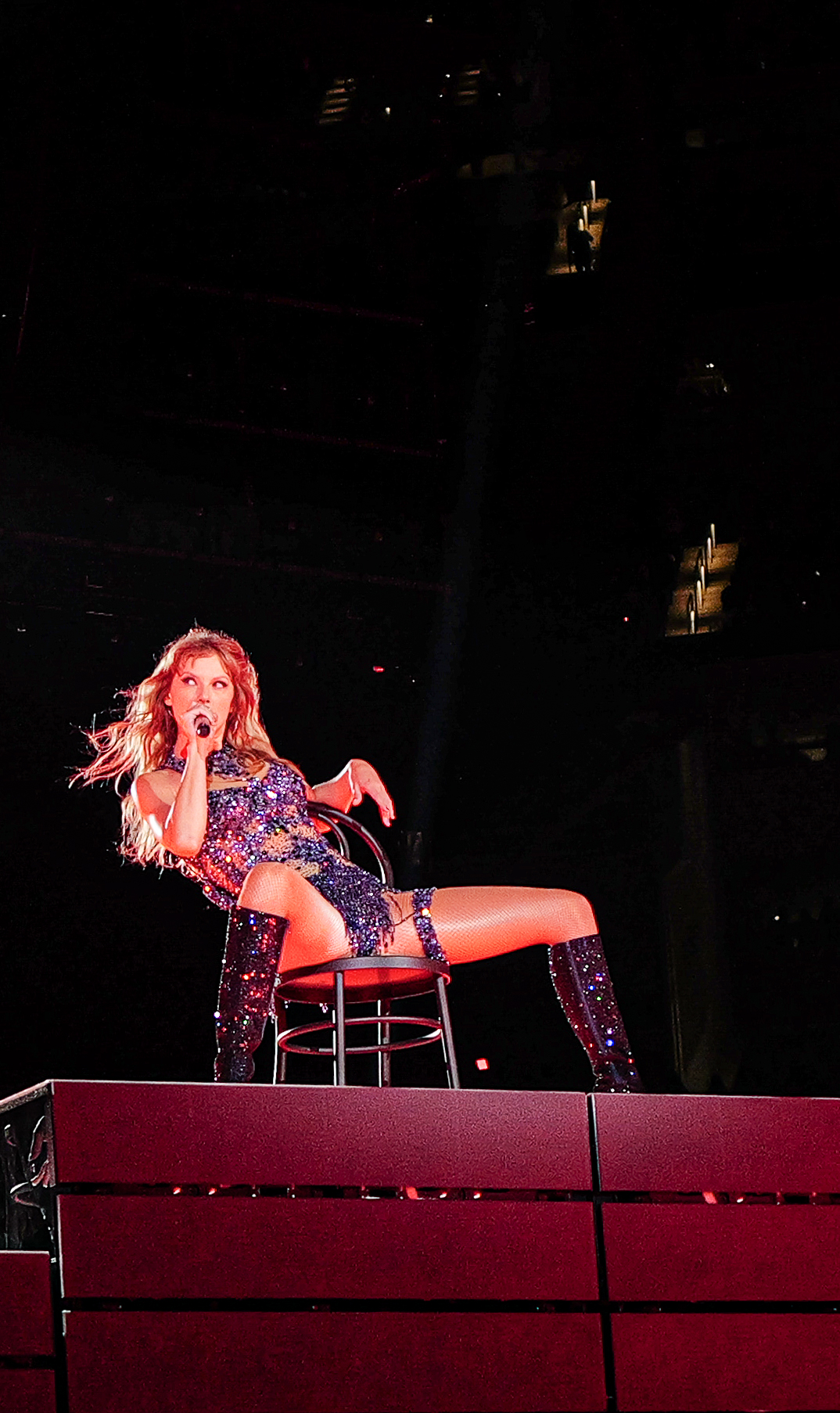
Era di Midnights. Canzone: Vigilante Shit

L'atto finale, Midnights, invariato tra le due leg, iniziava con un'onda d'urto che si schiantava contro lo schermo, rivelando sullo schermo Swift, che si svegliava da un letto e saliva su una nuvola tramite una scala successivamente ritratta. 
Lo schermo inferiore si divide e i ballerini seguono le nuvole mentre Swift riemergeva con una pelliccia sintetica lilla per cantare Lavender Haze. In un medley si toglieva la pelliccia ed eseguiva Anti-Hero sul palco principale con un video di sé stessa nei panni di un gigante che terrorizzava una città sullo schermo. 
I ballerini si esibivano con degli ombrelli mentre Swift cantava Midnight Rain e si cambiava rapidamente d'abito sul palco, riapparendo in un body blu notte decorato con strass. Quindi eseguiva con le ballerine una coreografia intera su una sedia con Vigilante Shit in sottofondo in medley, con riferimenti al burlesque e al musical Chicago del 1975.
L'atto seguiva con Bejeweled, con coreografie ispirate al ballo virale di TikTok della canzone, e Mastermind con l'intero corpo di ballo, con lo schermo dominato da un'estetica che ricorda una scacchiera. 
Karma chiudeva lo spettacolo con fuochi d'artificio, immagini colorate e coriandoli, con la cantante, le coriste e i ballerini che indossavano variopinte giacche a frange.

## Scaletta

### Prima leg
I atto – Lover
1. Miss Americana & The Heartbreak Prince
2. Cruel Summer
3. The Man
4. You Need to Calm Down
5. Lover
6. The Archer

II atto – Fearless
1. Fearless
2. You Belong with Me
3. Love Story

III atto – evermore
1. 'tis the damn season
2. willow
3. marjorie
4. champagne problems
5. tolerate it

IV atto – reputation
1. ...Ready for It?
2. Delicate
3. Don't Blame Me
4. Look What You Made Me Do

V atto – Speak Now
1. Enchanted
2. Long Live

VI atto – Red
1. 22
2. We Are Never Ever Getting Back Together
3. I Knew You Were Trouble
4. All Too Well (10 Minute Version)

VII atto – folklore
1. the 1
2. betty
3. the last great american dynasty
4. august
5. illicit affairs
6. my tears ricochet
7. cardigan

VIII atto – 1989
1. Style
2. Blank Space
3. Shake It Off
4. Wildest Dreams
5. Bad Blood

IX atto – Surprise songs
1. Prima canzone a sorpresa (diversa per ogni data, con la chitarra)
2. Seconda canzone a sorpresa (diversa per ogni data, con il pianoforte)

X atto – Midnights
1. Lavender Haze
2. Anti-Hero
3. Midnight Rain
4. Vigilante Shit
5. Bejeweled
6. Mastermind
7. Karma

#### Variazioni
- Dal 31 marzo invisible string è stata sostituita da the 1, fatta eccezione per il 6 maggio.
- Dal 5 al 28 maggio, Nothing New con Phoebe Bridgers è stata eseguita dopo I Knew You Were Trouble e prima di All Too Well (10 Minute Version).
- Dal 26 al 28 maggio, Karma è stata eseguita con Ice Spice a seguito dell'uscita del remix.
- Dal 7 luglio, dopo Enchanted, è stata aggiunta alla scaletta Long Live, in seguito all’uscita di Speak Now (Taylor’s Version); inoltre, precedendo il set acustico, nella stessa serata è stato riprodotto in anteprima mondiale il video musicale di I Can See You.
- Dal 22 luglio al 9 agosto, in occasione del gruppo Haim come artista d'apertura, la canzone 'tis the damn season è stata sostituita da no body, no crime.

#### Canzoni a sorpresa
La seguente è la lista di canzoni a sorpresa eseguite nelle varie date. Tra parentesi l'album da cui sono estratte.
2023
Glendale
- 17 marzo
  - mirrorball (folklore)
  - Tim McGraw (Taylor Swift)
- 18 marzo[23]
  - this is me trying (folklore)
  - State of Grace (Red (Taylor's Version))

Paradise
- 24 marzo[24]
  - Our Song (Taylor Swift)
  - Snow on the Beach (Midnights)
- 25 marzo
  - cowboy like me (evermore) (con Marcus Mumford)
  - White Horse (Fearless (Taylor's Version))

Arlington
- 31 marzo
  - Sad Beautiful Tragic (Red (Taylor's Version))
  - Ours (Speak Now)
- 1º aprile
  - Death by a Thousand Cuts (Lover)
  - Clean (1989)
- 2 aprile
  - Jump Then Fall (Fearless (Taylor's Version))
  - The Lucky One (Red (Taylor's Version))

Tampa
- 13 aprile
  - Speak Now (Speak Now)
  - Treacherous (Red (Taylor's Version))
- 14 aprile
  - The Great War (Midnights) (con Aaron Dessner)
  - You're on Your Own, Kid (Midnights)
- 15 aprile
  - mad woman (folklore) (con Aaron Dessner)
  - Mean (Speak Now)

Houston
- 21 aprile
  - Wonderland (1989)
  - You're Not Sorry (Fearless (Taylor's Version))
- 22 aprile
  - A Place in This World (Taylor Swift)
  - Today Was a Fairytale (Fearless (Taylor's Version))
- 23 aprile
  - Begin Again (Red (Taylor's Version))
  - Cold as You (Taylor Swift)

Atlanta
- 28 aprile
  - The Other Side of the Door (Fearless (Taylor's Version))
  - coney island (evermore)
- 29 aprile
  - High Infidelity (Midnights)
  - Gorgeous (reputation)
- 30 aprile
  - I Bet You Think About Me (Red (Taylor's Version))
  - How You Get the Girl (1989)

Nashville
- 5 maggio
  - Sparks Fly (Speak Now)
  - Teardrops on My Guitar (Taylor Swift)
- 6 maggio
  - Out of the Woods (1989)
  - Fifteen (Fearless (Taylor's Version))
- 7 maggio
  - Would've, Could've, Should've (Midnights) (con Aaron Dessner)
  - Mine (Speak Now)

Filadelfia
- 12 maggio
  - gold rush (evermore)
  - Come Back... Be Here (Red (Taylor's Version))
- 13 maggio
  - Forever & Always (Fearless (Taylor's Version))
  - This Love (1989)
- 14 maggio
  - Hey Stephen (Fearless (Taylor's Version))
  - The Best Day (Fearless (Taylor's Version))

Foxborough
- 19 maggio
  - Should've Said No (Taylor Swift)
  - Better Man (Red (Taylor's Version))
- 20 maggio
  - Question...? (Midnights)
  - Invisible (Taylor Swift)
- 21 maggio
  - I Think He Knows (Lover)
  - Red (Red (Taylor's Version))

East Rutherford
- 26 maggio
  - Getaway Car (reputation) (con Jack Antonoff)
  - Maroon (Midnights)
- 27 maggio
  - Holy Ground (Red (Taylor's Version))
  - False God (Lover)
- 28 maggio
  - Welcome to New York (1989)
  - Clean (1989)

Chicago
- 2 giugno
  - I Wish You Would (1989)
  - the lakes (folklore)
- 3 giugno
  - You All over Me (Fearless (Taylor's Version)) (con Maren Morris)
  - I Don't Wanna Live Forever
- 4 giugno
  - Hits Different (Midnights)
  - The Moment I Knew (Red (Taylor's Version))

Detroit
- 9 giugno
  - Haunted (Speak Now)
  - I Almost Do (Red (Taylor's Version))
- 10 giugno
  - All You Had to Do Was Stay (1989)
  - Breathe (Fearless (Taylor's Version))

Pittsburgh
- 16 giugno
  - Mr. Perfectly Fine (Fearless (Taylor's Version))
  - The Last Time (Red (Taylor's Version))
- 17 giugno
  - seven (folklore) (con Aaron Dessner)
  - The Story of Us (Speak Now)

Minneapolis
- 23 giugno
  - Paper Rings (Lover)
  - If This Was a Movie (The More Fearless (Taylor's Version) Chapter)
- 24 giugno
  - Dear John (Speak Now)
  - Daylight (Lover)

Cincinnati
- 30 giugno
  - I’m Only Me When I’m with You (Taylor Swift)
  - evermore (evermore)
- 1º luglio
  - ivy (evermore) (con Aaron Dessner dei The National)
  - I Miss You, I'm Sorry (di e con Gracie Abrams)
  - Call It What You Want (reputation)

Kansas City
- 7 luglio
  - Never Grow Up (Speak Now (Taylor's Version))
  - When Emma Falls in Love (Speak Now (Taylor's Version))
- 8 luglio
  - Last Kiss (Speak Now (Taylor's Version))
  - dorothea (evermore)

Denver
- 14 luglio
  - Picture to Burn (Taylor Swift)
  - Timeless (Speak Now (Taylor's Version))
- 15 luglio
  - Starlight (Red (Taylor's Version))
  - Back to December (Speak Now (Taylor's Version))

Seattle
- 22 luglio
  - This Is Why We Can't Have Nice Things (reputation)
  - Everything Has Changed (Red (Taylor's Version))
- 23 luglio
  - Message in a Bottle (Red (Taylor's Version))
  - Tied Together with a Smile (Taylor Swift)

Santa Clara
- 28 luglio
  - right where you left me (evermore) (con Aaron Dessner dei The National)
  - Castles Crumbling (Speak Now (Taylor's Version))
- 29 luglio
  - Stay Stay Stay (Red (Taylor's Version))
  - All of the Girls You Loved Before (The More Lover Chapter)

Inglewood
- 3 agosto
  - I Can See You (Speak Now (Taylor's Version))
  - Maroon (Midnights)
- 4 agosto
  - Our Song (Taylor Swift)
  - You Are in Love (1989)
- 5 agosto
  - Death By a Thousand Cuts (Lover)
  - You're on Your Own, Kid (Midnights)
- 7 agosto
  - Dress (reputation)
  - exile (folklore)
- 8 agosto
  - I Know Places (1989)
  - King of My Heart (reputation)
- 9 agosto
  - New Romantics (1989)
  - New Year's Day (reputation)

Città del Messico
- 24 agosto
  - I Forgot That You Existed (Lover)
  - Sweet Nothing (Midnights)
- 25 agosto
  - Tell Me Why (Fearless (Taylor's Version))
  - Snow on the Beach (Midnights)
- 26 agosto
  - Cornelia Street (Lover)
  - You’re on Your Own, Kid (Midnights)
- 27 agosto
  - Afterglow (Lover)
  - Maroon (Midnights)

Buenos Aires
- 9 novembre
  - The Very First Night (Red (Taylor’s Version))
  - Labyrinth (Midnights)
- 11 novembre
  - Is It Over Now? / Out of the Woods (1989 (Taylor's Version))
  - End Game (reputation)
- 12 novembre
  - Better Than Revenge (Speak Now (Taylor's Version))
  - "Slut!" (1989 (Taylor's Version))

Rio de Janeiro
- 17 novembre 
  - Stay Beautiful (Taylor Swift)
  - Suburban Legends (1989 (Taylor’s Version))
- 19 novembre 
  - Dancing With Our Hands Tied (reputation)
  - Bigger Than The Whole Sky (Midnights)
- 20 novembre
  - Me! (Lover)
  - So It Goes… (reputation)

San Paolo
- 24 novembre
  - Now That We Don’t Talk (1989 (Taylor’s Version))
  - Innocent (Speak Now (Taylor’s Version))
- 25 novembre
  - Safe & Sound (The More Red (Taylor’s Version) Chapter)
  - Untouchable (Fearless (Taylor’s Version))
- 26 novembre
  - Say Don’t Go (1989 (Taylor’s Version))
  - it’s time to go (evermore)

2024
Tokyo
- 7 febbraio
  - Dear Reader (Midnights)
  - Holy Ground (Red (Taylor’s Version))
- 8 febbraio
  - Eyes Open (The More Red (Taylor’s Version) Chapter)
  - Electric Touch (Speak Now (Taylor's Version))
- 9 febbraio
  - Superman (Speak Now (Taylor's version))
  - The Outside (Taylor Swift)
- 10 febbraio
  - Come In With The Rain (Fearless (Taylor’s Version))
  - You’re On Your Own, Kid (Midnights)

Melbourne
- 16 febbraio
  - Red (Red (Taylor’s Version))
  - You're Losing Me (Midnights)
- 17 febbraio
  - Getaway Car (reputation) / august (folklore) / The Other Side Of The Door (Fearless (Taylor's Version))
  - this is me trying (folklore)
- 18 febbraio
  - Come Back…Be Here (Red (Taylor's Version)) / Daylight (Lover)
  - Teardrops on My Guitar (Taylor Swift)

Sydney
- 23 febbraio
  - How You Get The Girl (1989 (Taylor’s Version))
  - White Horse (Fearless (Taylor’s Version)) / coney island (evermore) 
(con Sabrina Carpenter)
- 24 febbraio
  - Should've Said No (Taylor Swift) / You're Not Sorry (Fearless (Taylor’s Version))
  - New Year's Day (reputation) / peace (folklore)
- 25 febbraio
  - Is It Over Now? (1989 (Taylor’s Version)) / I Wish You Would (1989 (Taylor’s Version))
  - Haunted (Speak Now (Taylor’s Version)) / exile (folklore)
- 26 febbraio 
  - Would’ve, Could’ve, Should’ve (Midnights) / ivy (evermore)
  - Forever & Always (Fearless (Taylor’s Version)) / Maroon (Midnights)

Singapore
- 2 marzo
  - Mine (Speak Now (Taylor’s Version)) / Starlight (Red (Taylor’s Version))
  - I Don't Wanna Live Forever / Dress (reputation)
- 3 marzo
  - long story short (evermore) / The Story of Us (Speak Now (Taylor’s Version))
  - Clean (1989 (Taylor’s Version)) / evermore (evermore)
- 4 marzo
  - Foolish One (da Speak Now (Taylor’s Version)) / Tell Me Why (Fearless (Taylor’s Version))
  - This Love (1989 (Taylor’s Version)) / Call It What You Want (reputation)
- 7 marzo
  - Death By A Thousand Cuts (Lover) / Babe (Red (Taylor’s Version))
  - Fifteen (Fearless (Taylor’s Version)) / You’re On Your Own, Kid (Midnights)
- 8 marzo
  - Sparks Fly (Speak Now (Taylor’s Version)) / gold rush (evermore)
  - False God (Lover) / "Slut!" (1989 (Taylor’s Version))
- 9 marzo
  - Tim McGraw (Taylor Swift) / cowboy like me (evermore)
  - mirrorball (folklore) / epiphany (folklore)

### Seconda leg
I atto – Lover
1. Miss Americana & The Heartbreak Prince
2. Cruel Summer
3. The Man
4. You Need to Calm Down
5. Lover

II atto – Fearless
1. Fearless
2. You Belong with Me
3. Love Story

III atto – Red
1. 22
2. We Are Never Ever Getting Back Together
3. I Knew You Were Trouble
4. All Too Well (10 Minute Version)

IV atto – Speak Now
1. Enchanted

V atto – reputation
1. ...Ready for It?
2. Delicate
3. Don't Blame Me
4. Look What You Made Me Do

VI atto – folklore e evermore
1. cardigan
2. betty
3. champagne problems
4. august
5. illicit affairs
6. my tears ricochet
7. marjorie
8. willow

VII atto - 1989
1. Style
2. Blank Space
3. Shake It Off
4. Wildest Dreams
5. Bad Blood

VIII atto - The Tortured Poets Department
1. But Daddy I Love Him
2. So High School
3. Who's Afraid Of Little Old Me?
4. Down Bad
5. Fortnight
6. The Smallest Man Who Ever Lived
7. I Can Do It With A Broken Heart

IX atto – Surprise songs
1. Prima canzone a sorpresa (diversa per ogni data, con la chitarra)
2. Seconda canzone a sorpresa (diversa per ogni data, con il pianoforte)

X atto – Midnights
1. Lavender Haze
2. Anti-Hero
3. Midnight Rain
4. Vigilante Shit
5. Bejeweled
6. Mastermind
7. Karma

#### Variazioni
- Il 20 agosto e dal 18 al 20 ottobre Florida!!! con Florence Welch è stata eseguita dopo So High School e prima di Who’s Afraid of Little Old Me?.
- Sempre il 20 agosto è stato riprodotto in anteprima mondiale il video musicale di I Can Do It with a Broken Heart.

#### Canzoni a sorpresa
Parigi
- 9 maggio
  - Paris (Midnights)
  - loml (The Tortured Poets Department)
- 10 maggio
  - Is It Over Now? / Out of the Woods (1989 (Taylor’s Version))
  - My Boy Only Breaks His Favourite Toys (The Tortured Poets Department)
- 11 maggio
  - Hey Stephen (Fearless (Taylor’s Version))
  - Maroon (Midnights)
- 12 maggio
  - The Alchemy (The Tortured Poets Department) / Treacherous (Red (Taylor’s Version))
  - Begin Again (Red (Taylor’s Version)) / Paris (Midnights)

Stoccolma
- 17 maggio
  - I Think He Knows (Lover) / Gorgeous (reputation)
  - Peter (The Tortured Poets Department)
- 18 maggio
  - Guilty as Sin? (The Tortured Poets Department)
  - Say Don’t Go / Welcome To New York / Clean (1989 (Taylor’s Version))
- 19 maggio
  - Message in a Bottle (Red Taylor's Version) / How You Get The Girl / New Romantics (1989 (Taylor's Version))
  - How Did It End? (da The Tortured Poets Department)

Lisbona
- 24 maggio
  - Come Back…Be Here (Red (Taylor’s Version)) / The Way I Loved You (Fearless (Taylor’s Version)) / The Other Side Of The Door (Fearless (Taylor’s Version))
  - Fresh Out The Slammer (The Tortured Poets Department) / High Infidelity (Midnights)
- 25 maggio 
  - The Tortured Poets Department (The Tortured Poets Department) / Now That We Don’t Talk (1989 (Taylor’s Version))
  - You’re On Your Own, Kid (Midnights) / Long Live (Speak Now (Taylor’s Version))

Madrid
- 29 maggio
  - Sparks Fly (da Speak Now (Taylor’s Version)) / I Can Fix Him (No Really I Can) (da The Tortured Poets Department)
  - I Look In People’s Windows (The Tortured Poets Department) / Snow On The Beach (Midnights)
- 30 maggio
  - Our Song (Taylor Swift) / Jump Then Fall (Fearless (Taylor’s Version))
  - King Of My Heart (reputation)

Lione
- 2 giugno
  - The Prophecy (The Tortured Poets Department) / long story short (evermore)
  - Fifteen (Fearless (Taylor’s Version)) / You’re On Your Own, Kid (Midnights)
- 3 giugno
  - Glitch (Midnights) / Everything Has Changed Red (Taylor's Version)
  - Chloe or Sam or Sophia or Marcus (The Tortured Poets Department)

Edimburgo
- 7 giugno
  - Would've, Could've, Should've (Midnights) / I Know Places (1989 (Taylor’s Version))
  - 'tis the damn season (evermore) / Daylight (Lover)
- 8 giugno
  - The Bolter (The Tortured Poets Department) / Getaway Car (reputation)
  - All Of The Girls You Love Before (The More Lover Chapter) / Crazier
- 9 giugno
  - It's Nice To Have A Friend (Lover) / dorothea (evermore)
  - Haunted (Speak Now (Taylor's Version)) / exile (folklore)

Liverpool
- 13 giugno
  - I Can See You (Speak Now (Taylor's Version)) / Mine (Speak Now (Taylor's Version))
  - Cornelia Street (Lover) / Maroon (Midnights)
- 14 giugno
  - This Is What You Came For / gold rush (evermore)
  - The Great War (Midnights) / You're Losing Me (Midnights)
- 15 giugno
  - Carolina / no body, no crime (evermore)
  - The Manuscript (The Tortured Poets Department) / Red (Red (Taylor’s Version))

Cardiff
- 18 giugno
  - I Forgot That You Existed (Lover) / This Is Why We Can't Have Nice Things (reputation)
  - I Hate It Here (The Tortured Poets Department) / the lakes (folklore)

Londra
- 21 giugno 
  - Hits Different (Midnights) / Death By A Thousand Cuts (Lover)
  - The Black Dog (The Tortured Poets Department) / Come Back…Be Here (Red (Taylor’s Version)) / Maroon (Midnights)
- 22 giugno
  - thanK you aIMee (The Tortured Poets Department) / Mean (Speak Now (Taylor's Version))
  - Castles Crumbling (Speak Now (Taylor's Version)) (con Hayley Williams)
- 23 giugno
  - us. (di e con Gracie Abrams)
  - Is It Over Now? / Out of the Woods / Clean (1989 (Taylor's Version))

Dublino
- 28 giugno
  - State Of Grace (Red (Taylor’s Version)) / You’re On Your Own, Kid (Midnights)
  - Sweet Nothing (Midnights) / hoax (folklore)
- 29 giugno
  - The Albatross (The Tortured Poets Department) / Dancing With Our Hands Tied (reputation)
  - This Love (1989 (Taylor’s Version)) / Ours (Speak Now (Taylor's Version))
- 30 giugno
  - Clara Bow (The Tortured Poets Department) / The Lucky One (Red (Taylor’s Version))
  - You’re On Your Own, Kid (Midnights)

Amsterdam
- 4 luglio
  - Guilty as Sin? (The Tortured Poets Department) / Untouchable (Fearless (Taylor’s Version))
  - The Archer (Lover) / Question...? (Midnights)
- 5 luglio
  - imgonnagetyouback (The Tortured Poets Department) / Dress (reputation)
  - You Are In Love (1989 (Taylor's Version)) / cowboy like me (evermore)
- 6 luglio
  - Sweeter Than Fiction (1989 (Taylor's Version)) / Holy Ground (Red (Taylor’s Version))
  - Mary's Song (Oh My My My) (Taylor Swift) / So High School (The Tortured Poets Department) / Everything Has Changed (Red (Taylor’s Version))

Zurigo
- 9 luglio
  - right where you left me (evermore) / All You Had To Do Was Stay (1989 (Taylor's Version))
  - Last Kiss (Speak Now (Taylor's Version)) / Sad Beautiful Tragic (Red (Taylor’s Version))
- 10 luglio
  - closure (evermore) / A Perfectly Good Heart (Taylor Swift)
  - Robin (The Tortured Poets Department) / Never Grow Up (Speak Now (Taylor's Version))

Milano
- 13 luglio
  - the 1 (folklore) / Wonderland (1989 (Taylor’s Version))
  - I Almost Do (Red (Taylor’s Version)) / The Moment I Knew (Red (Taylor’s Version))
- 14 luglio
  - Mr Perfectly Fine (Fearless (Taylor's Version)) / Red (Red (Taylor's Version))
  - Getaway Car (reputation) / Out Of The Woods (1989 (Taylor's Version))

Gelsenkirchen
- 17 luglio
  - Superstar (Fearless (Taylor's Version)) / invisible string (folklore)
  - "Slut!" (1989 (Taylor's Version)) / False God (Lover)
- 18 luglio
  - Speak Now (Speak Now (Taylor's Version)) / Hey Stephen (Fearless (Taylor's Version))
  - this is me trying (folklore) / Labyrinth (Midnights)
- 19 luglio
  - Paper Rings (Lover) / Stay Stay Stay (Red (Taylor's Version))
  - it's time to go (evermore) / Better Man (Red (Taylor's Version))

Amburgo
- 23 luglio 
  - Teardrops On My Guitar (Taylor Swift) / The Last Time (Red (Taylor's Version))
  - We Were Happy (Fearless (Taylor’s Version)) / happiness (evermore)
- 24 luglio
  - the last great american dynasty (folklore) / Run (Red (Taylor's Version))
  - Nothing New (Red (Taylor's Version)) / Dear Reader (Midnights)

Monaco
- 27 luglio
  - Fresh Out The Slammer (The Tortured Poets Department) / You Are In Love (1989 (Taylor's Version))
  - ivy (evermore) / Call It What You Want (reputation)
- 28 luglio
  - I Don't Wanna Live Forever / imgonnagetyouback (The Tortured Poets Department)
  - loml (The Tortured Poets Department) / Don't You (Fearless (Taylor’s Version))

Varsavia
- 1º agosto
  - mirrorball (folklore) / Clara Bow (The Tortured Poets Department)
  - Suburban Legends (1989 (Taylor's Version)) / New Year's Day (reputation)
- 2 agosto
  - I Can Fix Him (No Really I Can) (The Tortured Poets Department) / I Can See You (Speak Now (Taylor's Version))
  - Red (Red (Taylor's Version)) / Maroon (Midnights)
- 3 agosto
  - Today Was A Fairytale (Fearless (Taylor’s Version)) / I Think He Knows (Lover)
  - The Black Dog (The Tortured Poets Department) / exile (folklore)

Londra
- 15 agosto
  - Everything Has Changed (Red (Taylor’s Version)) / End Game (reputation) / Thinking Out Loud (con Ed Sheeran)
  - King Of My Heart (reputation) / The Alchemy (The Tortured Poets Department)
- 16 agosto 
  - London Boy (Lover)
  - Dear John (Speak Now (Taylor's Version)) / Sad Beautiful Tragic (Red (Taylor’s Version))
- 17 agosto
  - I Did Something Bad (reputation)
  - My Boy Only Breaks His Favorite Toys (The Tortured Poets Department) / coney island (evermore)
- 19 agosto
  - Long Live (Speak Now (Taylor's Version)) / Change (Fearless (Taylor’s Version))
  - The Archer (Lover) / You’re On Your Own, Kid (Midnights)
- 20 agosto
  - Death By A Thousand Cuts (Lover) / Getaway Car (reputation) (con Jack Antonoff)
  - So Long, London (The Tortured Poets Department)

Miami
- 18 ottobre
  - Tim McGraw (Taylor Swift) / Timeless (Speak Now (Taylor's Version))
  - this is me trying (folklore) / Daylight (Lover)
- 19 ottobre
  - Should've Said No (Taylor Swift) / I Did Something Bad (reputation)
  - loml (The Tortured Poets Department) / White Horse (Fearless (Taylor’s Version))
- 20 ottobre 
  - Out of the Woods / All You Had To Do Was Stay (1989 (Taylor’s Version))
  - mirrorball (folklore) / Guilty as Sin? (The Tortured Poets Department)

New Orleans
- 25 ottobre 
  - Our Song (Taylor Swift) / Call It What You Want (reputation)
  - The Black Dog (The Tortured Poets Department) / Haunted (Speak Now (Taylor's Version))
- 26 ottobre
  - Espresso / Is It Over Now? (1989 (Taylor's Version)) / Please Please Please (con Sabrina Carpenter)
  - Hits Different (Midnights) / Welcome To New York (1989 (Taylor's Version))
- 27 ottobre
  - Afterglow (Lover) / Dress (reputation)
  - How You Get The Girl / Clean (1989 (Taylor's Version))

Indianapolis
- 1 novembre 
  - The Albatross (The Tortured Poets Department) / Holy Ground (Red (Taylor’s Version))
  - Cold As You (Taylor Swift) / exile (folklore)
- 2 novembre
  - The Prophecy (The Tortured Poets Department) / This Love (1989 (Taylor's Version))
  - Maroon (Midnights) / cowboy like me (evermore)
- 3 novembre
  - Cornelia Street (Lover) / The Bolter (The Tortured Poets Department)
  - Death By A Thousand Cuts (Lover) / The Great War (Midnights)

Toronto
- 14 novembre 
  - My Boy Only Breaks His Favourite Toys (The Tortured Poets Department) / This Is Why We Can't Have Nice Things (reputation)
  - False God (Lover) / 'tis the damn season (evermore)
- 15 novembre 
  - I Don't Wanna Live Forever / Mine (Speak Now (Taylor's Version))
  - evermore (evermore) / Peter (The Tortured Poets Department)
- 16 novembre
  - us. / Out Of The Woods (1989 (Taylor's Version)) (con Gracie Abrams) 
  - You're On Your Own, Kid (Midnights) / long story short (evermore)
- 21 novembre
  - Mr. Perfectly Fine (Fearless (Taylor’s Version)) / Better Than Revenge (Speak Now (Taylor's Version))
  - State of Grace (Red (Taylor’s Version)) / Labyrinth (Midnights)
- 22 novembre 
  - Ours (Speak Now (Taylor's Version)) / the last great american dynasty (folklore)
  - Cassandra (The Tortured Poets Department) / mad woman (folklore) / I Did Something Bad (reputation)
- 23 novembre
  - Sparks Fly (Speak Now (Taylor's Version)) / Message in a Bottle (Red (Taylor's Version))
  - You're Losing Me (Midnights) / How Did It End? (The Tortured Poets Department)

Vancouver
- 6 dicembre 
  - Haunted (Speak Now (Taylor's Version)) / Wonderland (1989 (Taylor's Version))
  - Never Grow Up (Speak Now (Taylor's Version)) / The Best Day (Fearless (Taylor’s Version))
- 7 dicembre 
  - I Love You, I'm Sorry / Last Kiss (Speak Now (Taylor's Version)) (con Gracie Abrams)
  - The Tortured Poets Department (The Tortured Poets Department) / Maroon (Midnights)
- 8 dicembre 
  - A Place in This World (Taylor Swift) / New Romantics (1989 (Taylor's Version))
  - Long Live  (Speak Now (Taylor's Version)) / New Year's Day (reputation) / The Manuscript (The Tortured Poets Department)

## Artisti di apertura

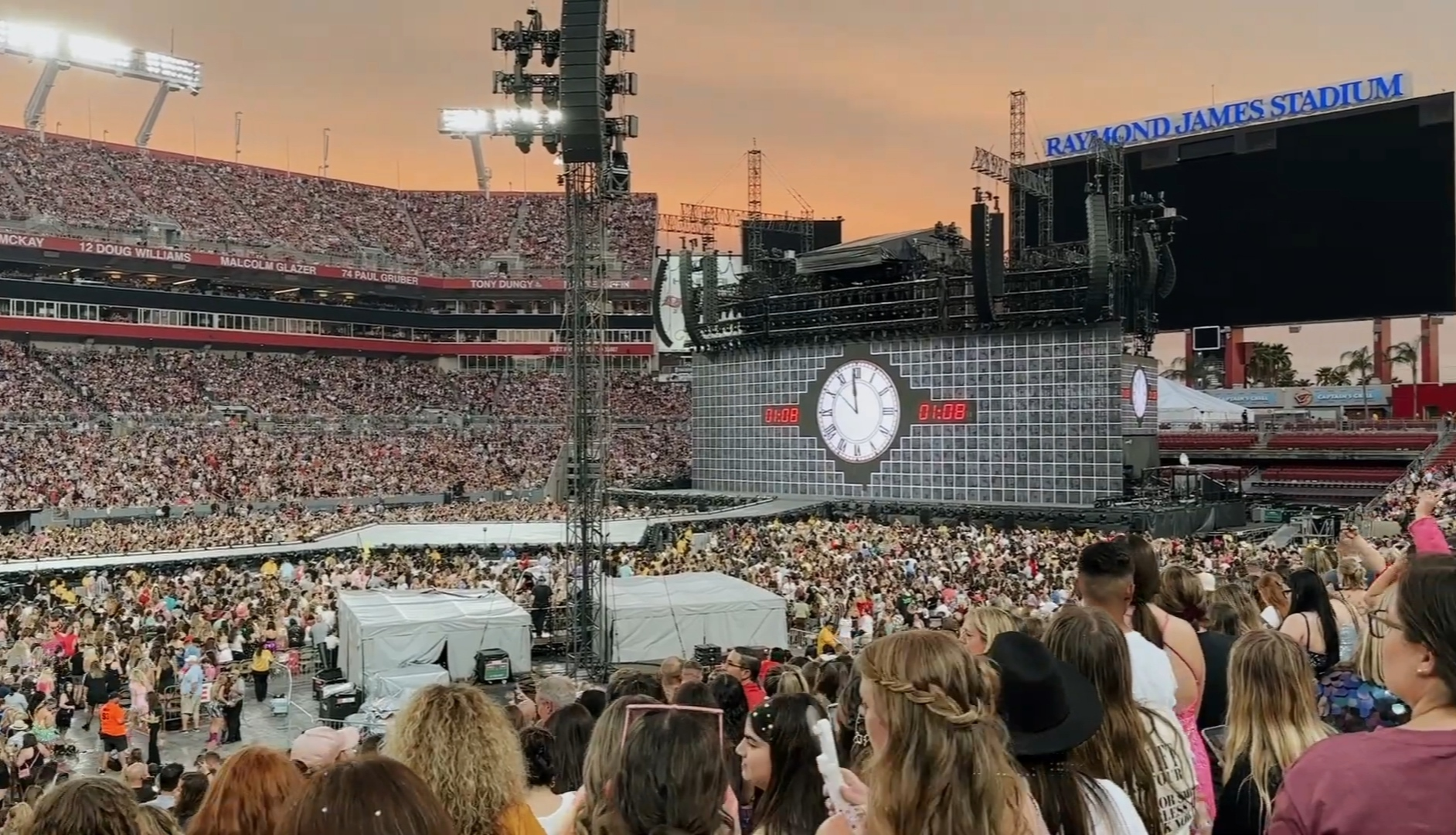
Stadium di Tampa il 14 aprile 2023.

La seguente lista rappresenta il numero correlato agli artisti d'apertura nella tabella delle date del tour.
- Paramore = 1
- Gayle = 2
- Beabadoobee = 3
- Muna = 4
- Gracie Abrams = 5
- Phoebe Bridgers = 6
- Girl in Red = 7
- Owenn = 8
- Haim = 9
- Sabrina Carpenter = 10
- Louta = 11
- Mette = 12
- Griff = 13
- Benson Boone = 14
- Sofia Isella = 15
- Holly Humberstone = 16
- Suki Waterhouse = 17
- Maisie Peters = 18
- Raye = 19

## Date
| Data             | Città             | Stato        | Luogo                                      | Artisti d'apertura | Pubblico     | Incasso        |
| Nord America     | Nord America      | Nord America | Nord America                               | Nord America       | Nord America | Nord America   |
| ---------------- | ----------------- | ------------ | ------------------------------------------ | ------------------ | ------------ | -------------- |
| 17 marzo 2023    | Glendale          | Stati Uniti  | State Farm Stadium                         | 1 ; 2              | N.D.         | N.D.           |
| 18 marzo 2023    | Glendale          | Stati Uniti  | State Farm Stadium                         | 1 ; 2              | N.D.         | N.D.           |
| 24 marzo 2023    | Paradise          | Stati Uniti  | Allegiant Stadium                          | 2 ; 3              | N.D.         | N.D.           |
| 25 marzo 2023    | Paradise          | Stati Uniti  | Allegiant Stadium                          | 2 ; 3              | N.D.         | N.D.           |
| 31 marzo 2023    | Arlington         | Stati Uniti  | AT&T Stadium                               | 2 ; 4              | N.D.         | N.D.           |
| 1º aprile 2023   | Arlington         | Stati Uniti  | AT&T Stadium                               | 3 ; 5              | N.D.         | N.D.           |
| 2 aprile 2023    | Arlington         | Stati Uniti  | AT&T Stadium                               | 3 ; 5              | N.D.         | N.D.           |
| 13 aprile 2023   | Tampa             | Stati Uniti  | Raymond James Stadium                      | 2 ; 3              | N.D.         | N.D.           |
| 14 aprile 2023   | Tampa             | Stati Uniti  | Raymond James Stadium                      | 3 ; 5              | N.D.         | N.D.           |
| 15 aprile 2023   | Tampa             | Stati Uniti  | Raymond James Stadium                      | 3 ; 5              | N.D.         | N.D.           |
| 21 aprile 2023   | Houston           | Stati Uniti  | NRG Stadium                                | 3 ; 5              | N.D.         | N.D.           |
| 22 aprile 2023   | Houston           | Stati Uniti  | NRG Stadium                                | 3 ; 5              | N.D.         | N.D.           |
| 23 aprile 2023   | Houston           | Stati Uniti  | NRG Stadium                                | 3 ; 5              | N.D.         | N.D.           |
| 28 aprile 2023   | Atlanta           | Stati Uniti  | Mercedes-Benz Stadium                      | 3 ; 5              | N.D.         | N.D.           |
| 29 aprile 2023   | Atlanta           | Stati Uniti  | Mercedes-Benz Stadium                      | 3 ; 5              | N.D.         | N.D.           |
| 30 aprile 2023   | Atlanta           | Stati Uniti  | Mercedes-Benz Stadium                      | 2 ; 4              | N.D.         | N.D.           |
| 5 maggio 2023    | Nashville         | Stati Uniti  | Nissan Stadium                             | 5 ; 6              | N.D.         | N.D.           |
| 6 maggio 2023    | Nashville         | Stati Uniti  | Nissan Stadium                             | 2 ; 6              | N.D.         | N.D.           |
| 7 maggio 2023    | Nashville         | Stati Uniti  | Nissan Stadium                             | —                  | N.D.         | N.D.           |
| 12 maggio 2023   | Filadelfia        | Stati Uniti  | Lincoln Financial Field                    | 2 ; 6              | N.D.         | N.D.           |
| 13 maggio 2023   | Filadelfia        | Stati Uniti  | Lincoln Financial Field                    | 2 ; 6              | N.D.         | N.D.           |
| 14 maggio 2023   | Filadelfia        | Stati Uniti  | Lincoln Financial Field                    | 5 ; 6              | N.D.         | N.D.           |
| 19 maggio 2023   | Foxborough        | Stati Uniti  | Gillette Stadium                           | 2 ; 6              | N.D.         | N.D.           |
| 20 maggio 2023   | Foxborough        | Stati Uniti  | Gillette Stadium                           | 2 ; 6              | N.D.         | N.D.           |
| 21 maggio 2023   | Foxborough        | Stati Uniti  | Gillette Stadium                           | 5 ; 6              | N.D.         | N.D.           |
| 26 maggio 2023   | East Rutherford   | Stati Uniti  | MetLife Stadium                            | 2 ; 6              | N.D.         | N.D.           |
| 27 maggio 2023   | East Rutherford   | Stati Uniti  | MetLife Stadium                            | 6 ; 7              | N.D.         | N.D.           |
| 28 maggio 2023   | East Rutherford   | Stati Uniti  | MetLife Stadium                            | 6 ; 8              | N.D.         | N.D.           |
| 2 giugno 2023    | Chicago           | Stati Uniti  | Soldier Field                              | 4 ; 8              | N.D.         | N.D.           |
| 3 giugno 2023    | Chicago           | Stati Uniti  | Soldier Field                              | 4 ; 8              | N.D.         | N.D.           |
| 4 giugno 2023    | Chicago           | Stati Uniti  | Soldier Field                              | 4 ; 5              | N.D.         | N.D.           |
| 9 giugno 2023    | Detroit           | Stati Uniti  | Ford Field                                 | 5 ; 7              | N.D.         | N.D.           |
| 10 giugno 2023   | Detroit           | Stati Uniti  | Ford Field                                 | 7 ; 8              | N.D.         | N.D.           |
| 16 giugno 2023   | Pittsburgh        | Stati Uniti  | Acrisure Stadium                           | 5 ; 7              | N.D.         | N.D.           |
| 17 giugno 2023   | Pittsburgh        | Stati Uniti  | Acrisure Stadium                           | 7 ; 8              | N.D.         | N.D.           |
| 23 giugno 2023   | Minneapolis       | Stati Uniti  | U.S. Bank Stadium                          | 5 ; 8              | N.D.         | N.D.           |
| 24 giugno 2023   | Minneapolis       | Stati Uniti  | U.S. Bank Stadium                          | 7 ; 8              | N.D.         | N.D.           |
| 30 giugno 2023   | Cincinnati        | Stati Uniti  | Paycor Stadium                             | 4                  | N.D.         | N.D.           |
| 1º luglio 2023   | Cincinnati        | Stati Uniti  | Paycor Stadium                             | 4 ; 5              | N.D.         | N.D.           |
| 7 luglio 2023    | Kansas City       | Stati Uniti  | GEHA Field at Arrowhead Stadium            | 4 ; 5              | N.D.         | N.D.           |
| 8 luglio 2023    | Kansas City       | Stati Uniti  | GEHA Field at Arrowhead Stadium            | 4 ; 5              | N.D.         | N.D.           |
| 14 luglio 2023   | Denver            | Stati Uniti  | Empower Field at Mile High                 | 4 ; 5              | N.D.         | N.D.           |
| 15 luglio 2023   | Denver            | Stati Uniti  | Empower Field at Mile High                 | 4 ; 5              | N.D.         | N.D.           |
| 22 luglio 2023   | Seattle           | Stati Uniti  | Lumen Field                                | 5 ; 9              | N.D.         | N.D.           |
| 23 luglio 2023   | Seattle           | Stati Uniti  | Lumen Field                                | 5 ; 9              | N.D.         | N.D.           |
| 28 luglio 2023   | Santa Clara       | Stati Uniti  | Levi's Stadium                             | 5 ; 9              | N.D.         | N.D.           |
| 29 luglio 2023   | Santa Clara       | Stati Uniti  | Levi's Stadium                             | 5 ; 9              | N.D.         | N.D.           |
| 3 agosto 2023    | Los Angeles       | Stati Uniti  | SoFi Stadium                               | 5 ; 9              | N.D.         | N.D.           |
| 4 agosto 2023    | Los Angeles       | Stati Uniti  | SoFi Stadium                               | 8 ; 9              | N.D.         | N.D.           |
| 5 agosto 2023    | Los Angeles       | Stati Uniti  | SoFi Stadium                               | 2 ; 9              | N.D.         | N.D.           |
| 7 agosto 2023    | Los Angeles       | Stati Uniti  | SoFi Stadium                               | 5 ; 9              | N.D.         | N.D.           |
| 8 agosto 2023    | Los Angeles       | Stati Uniti  | SoFi Stadium                               | 5 ; 9              | N.D.         | N.D.           |
| 9 agosto 2023    | Los Angeles       | Stati Uniti  | SoFi Stadium                               | 2 ; 9              | N.D.         | N.D.           |
| 24 agosto 2023   | Città del Messico | Messico      | Foro Sol                                   | 10                 | N.D.         | N.D.           |
| 25 agosto 2023   | Città del Messico | Messico      | Foro Sol                                   | 10                 | N.D.         | N.D.           |
| 26 agosto 2023   | Città del Messico | Messico      | Foro Sol                                   | 10                 | N.D.         | N.D.           |
| 27 agosto 2023   | Città del Messico | Messico      | Foro Sol                                   | 10                 | N.D.         | N.D.           |
| Sud America      |                   |              |                                            |                    |              |                |
| 9 novembre 2023  | Buenos Aires      | Argentina    | Stadio Monumental Antonio Vespucio Liberti | 10 ; 11            | N.D.         | N.D.           |
| 11 novembre 2023 | Buenos Aires      | Argentina    | Stadio Monumental Antonio Vespucio Liberti | 10 ; 11            | N.D.         | N.D.           |
| 12 novembre 2023 | Buenos Aires      | Argentina    | Stadio Monumental Antonio Vespucio Liberti | 10 ; 11            | N.D.         | N.D.           |
| 17 novembre 2023 | Rio de Janeiro    | Brasile      | Stadio Nilton Santos                       | 10                 | N.D.         | N.D.           |
| 19 novembre 2023 | Rio de Janeiro    | Brasile      | Stadio Nilton Santos                       | 10                 | N.D.         | N.D.           |
| 20 novembre 2023 | Rio de Janeiro    | Brasile      | Stadio Nilton Santos                       | 10                 | N.D.         | N.D.           |
| 24 novembre 2023 | San Paolo         | Brasile      | Allianz Parque                             | 10                 | N.D.         | N.D.           |
| 25 novembre 2023 | San Paolo         | Brasile      | Allianz Parque                             | 10                 | N.D.         | N.D.           |
| 26 novembre 2023 | San Paolo         | Brasile      | Allianz Parque                             | 10                 | N.D.         | N.D.           |
| Asia             |                   |              |                                            |                    |              |                |
| 7 febbraio 2024  | Tokyo             | Giappone     | Tokyo Dome                                 | —                  | N.D.         | N.D.           |
| 8 febbraio 2024  | Tokyo             | Giappone     | Tokyo Dome                                 | —                  | N.D.         | N.D.           |
| 9 febbraio 2024  | Tokyo             | Giappone     | Tokyo Dome                                 | —                  | N.D.         | N.D.           |
| 10 febbraio 2024 | Tokyo             | Giappone     | Tokyo Dome                                 | —                  | N.D.         | N.D.           |
| Oceania          |                   |              |                                            |                    |              |                |
| 16 febbraio 2024 | Melbourne         | Australia    | Melbourne Cricket Ground                   | 10                 | N.D.         | N.D.           |
| 17 febbraio 2024 | Melbourne         | Australia    | Melbourne Cricket Ground                   | 10                 | N.D.         | N.D.           |
| 18 febbraio 2024 | Melbourne         | Australia    | Melbourne Cricket Ground                   | 10                 | N.D.         | N.D.           |
| 23 febbraio 2024 | Sydney            | Australia    | Accor Stadium                              | —                  | N.D.         | N.D.           |
| 24 febbraio 2024 | Sydney            | Australia    | Accor Stadium                              | 10                 | N.D.         | N.D.           |
| 25 febbraio 2024 | Sydney            | Australia    | Accor Stadium                              | 10                 | N.D.         | N.D.           |
| 26 febbraio 2024 | Sydney            | Australia    | Accor Stadium                              | 10                 | N.D.         | N.D.           |
| Asia             |                   |              |                                            |                    |              |                |
| 2 marzo 2024     | Singapore         | Singapore    | Stadio nazionale di Singapore              | 10                 | N.D.         | N.D.           |
| 3 marzo 2024     | Singapore         | Singapore    | Stadio nazionale di Singapore              | 10                 | N.D.         | N.D.           |
| 4 marzo 2024     | Singapore         | Singapore    | Stadio nazionale di Singapore              | 10                 | N.D.         | N.D.           |
| 7 marzo 2024     | Singapore         | Singapore    | Stadio nazionale di Singapore              | 10                 | N.D.         | N.D.           |
| 8 marzo 2024     | Singapore         | Singapore    | Stadio nazionale di Singapore              | 10                 | N.D.         | N.D.           |
| 9 marzo 2024     | Singapore         | Singapore    | Stadio nazionale di Singapore              | 10                 | N.D.         | N.D.           |
| Europa           |                   |              |                                            |                    |              |                |
| 9 maggio 2024    | Nanterre          | Francia      | Paris La Défense Arena                     | 1                  | N.D.         | N.D.           |
| 10 maggio 2024   | Nanterre          | Francia      | Paris La Défense Arena                     | 1                  | N.D.         | N.D.           |
| 11 maggio 2024   | Nanterre          | Francia      | Paris La Défense Arena                     | 1                  | N.D.         | N.D.           |
| 12 maggio 2024   | Nanterre          | Francia      | Paris La Défense Arena                     | 1                  | N.D.         | N.D.           |
| 17 maggio 2024   | Stoccolma         | Svezia       | Friends Arena                              | 1                  | N.D.         | N.D.           |
| 18 maggio 2024   | Stoccolma         | Svezia       | Friends Arena                              | 1                  | N.D.         | N.D.           |
| 19 maggio 2024   | Stoccolma         | Svezia       | Friends Arena                              | 1                  | N.D.         | N.D.           |
| 24 maggio 2024   | Lisbona           | Portogallo   | Stadio da Luz                              | 1                  | N.D.         | N.D.           |
| 25 maggio 2024   | Lisbona           | Portogallo   | Stadio da Luz                              | 1                  | N.D.         | N.D.           |
| 29 maggio 2024   | Madrid            | Spagna       | Stadio Santiago Bernabéu                   | 1                  | N.D.         | N.D.           |
| 30 maggio 2024   | Madrid            | Spagna       | Stadio Santiago Bernabéu                   | 1                  | N.D.         | N.D.           |
| 2 giugno 2024    | Décines-Charpieu  | Francia      | Groupama Stadium                           | 1                  | N.D.         | N.D.           |
| 3 giugno 2024    | Décines-Charpieu  | Francia      | Groupama Stadium                           | 1                  | N.D.         | N.D.           |
| 7 giugno 2024    | Edimburgo         | Regno Unito  | BT Murrayfield Stadium                     | 1                  | N.D.         | N.D.           |
| 8 giugno 2024    | Edimburgo         | Regno Unito  | BT Murrayfield Stadium                     | 1                  | N.D.         | N.D.           |
| 9 giugno 2024    | Edimburgo         | Regno Unito  | BT Murrayfield Stadium                     | 1                  | N.D.         | N.D.           |
| 13 giugno 2024   | Liverpool         | Regno Unito  | Anfield                                    | 1                  | N.D.         | N.D.           |
| 14 giugno 2024   | Liverpool         | Regno Unito  | Anfield                                    | 1                  | N.D.         | N.D.           |
| 15 giugno 2024   | Liverpool         | Regno Unito  | Anfield                                    | 1                  | N.D.         | N.D.           |
| 18 giugno 2024   | Cardiff           | Regno Unito  | Principality Stadium                       | 1                  | N.D.         | N.D.           |
| 21 giugno 2024   | Londra            | Regno Unito  | Stadio di Wembley                          | 12 ; 1             | N.D.         | N.D.           |
| 22 giugno 2024   | Londra            | Regno Unito  | Stadio di Wembley                          | 13 ; 1             | N.D.         | N.D.           |
| 23 giugno 2024   | Londra            | Regno Unito  | Stadio di Wembley                          | 14 ; 1             | N.D.         | N.D.           |
| 28 giugno 2024   | Dublino           | Irlanda      | Aviva Stadium                              | 1                  | N.D.         | N.D.           |
| 29 giugno 2024   | Dublino           | Irlanda      | Aviva Stadium                              | 1                  | N.D.         | N.D.           |
| 30 giugno 2024   | Dublino           | Irlanda      | Aviva Stadium                              | 1                  | N.D.         | N.D.           |
| 4 luglio 2024    | Amsterdam         | Paesi Bassi  | Johan Cruijff Arena                        | 1                  | N.D.         | N.D.           |
| 5 luglio 2024    | Amsterdam         | Paesi Bassi  | Johan Cruijff Arena                        | 1                  | N.D.         | N.D.           |
| 6 luglio 2024    | Amsterdam         | Paesi Bassi  | Johan Cruijff Arena                        | 1                  | N.D.         | N.D.           |
| 9 luglio 2024    | Zurigo            | Svizzera     | Letzigrund                                 | 1                  | N.D.         | N.D.           |
| 10 luglio 2024   | Zurigo            | Svizzera     | Letzigrund                                 | 1                  | N.D.         | N.D.           |
| 13 luglio 2024   | Milano            | Italia       | Stadio Giuseppe Meazza                     | 1                  | N.D.         | N.D.           |
| 14 luglio 2024   | Milano            | Italia       | Stadio Giuseppe Meazza                     | 1                  | N.D.         | N.D.           |
| 17 luglio 2024   | Gelsenkirchen     | Germania     | Veltins-Arena                              | 1                  | N.D.         | N.D.           |
| 18 luglio 2024   | Gelsenkirchen     | Germania     | Veltins-Arena                              | 1                  | N.D.         | N.D.           |
| 19 luglio 2024   | Gelsenkirchen     | Germania     | Veltins-Arena                              | 1                  | N.D.         | N.D.           |
| 23 luglio 2024   | Amburgo           | Germania     | Volksparkstadion                           | 1                  | N.D.         | N.D.           |
| 24 luglio 2024   | Amburgo           | Germania     | Volksparkstadion                           | 1                  | N.D.         | N.D.           |
| 27 luglio 2024   | Monaco di Baviera | Germania     | Stadio Olimpico                            | 1                  | N.D.         | N.D.           |
| 28 luglio 2024   | Monaco di Baviera | Germania     | Stadio Olimpico                            | 1                  | N.D.         | N.D.           |
| 1º agosto 2024   | Varsavia          | Polonia      | PGE Narodowy                               | 1                  | N.D.         | N.D.           |
| 2 agosto 2024    | Varsavia          | Polonia      | PGE Narodowy                               | 1                  | N.D.         | N.D.           |
| 3 agosto 2024    | Varsavia          | Polonia      | PGE Narodowy                               | 1                  | N.D.         | N.D.           |
| 15 agosto 2024   | Londra            | Regno Unito  | Stadio di Wembley                          | 15 ; 1             | N.D.         | N.D.           |
| 16 agosto 2024   | Londra            | Regno Unito  | Stadio di Wembley                          | 16 ; 1             | N.D.         | N.D.           |
| 17 agosto 2024   | Londra            | Regno Unito  | Stadio di Wembley                          | 17 ; 1             | N.D.         | N.D.           |
| 19 agosto 2024   | Londra            | Regno Unito  | Stadio di Wembley                          | 18 ; 1             | N.D.         | N.D.           |
| 20 agosto 2024   | Londra            | Regno Unito  | Stadio di Wembley                          | 19 ; 1             | N.D.         | N.D.           |
| Nord America     |                   |              |                                            |                    |              |                |
| 18 ottobre 2024  | Miami Gardens     | Stati Uniti  | Hard Rock Stadium                          | 5                  | N.D.         | N.D.           |
| 19 ottobre 2024  | Miami Gardens     | Stati Uniti  | Hard Rock Stadium                          | 5                  | N.D.         | N.D.           |
| 20 ottobre 2024  | Miami Gardens     | Stati Uniti  | Hard Rock Stadium                          | 5                  | N.D.         | N.D.           |
| 25 ottobre 2024  | New Orleans       | Stati Uniti  | Caesars Superdome                          | 5                  | N.D.         | N.D.           |
| 26 ottobre 2024  | New Orleans       | Stati Uniti  | Caesars Superdome                          | 5                  | N.D.         | N.D.           |
| 27 ottobre 2024  | New Orleans       | Stati Uniti  | Caesars Superdome                          | 5                  | N.D.         | N.D.           |
| 1º novembre 2024 | Indianapolis      | Stati Uniti  | Lucas Oil Stadium                          | 5                  | N.D.         | N.D.           |
| 2 novembre 2024  | Indianapolis      | Stati Uniti  | Lucas Oil Stadium                          | 5                  | N.D.         | N.D.           |
| 3 novembre 2024  | Indianapolis      | Stati Uniti  | Lucas Oil Stadium                          | 5                  | N.D.         | N.D.           |
| 14 novembre 2024 | Toronto           | Canada       | Rogers Centre                              | 5                  | N.D.         | N.D.           |
| 15 novembre 2024 | Toronto           | Canada       | Rogers Centre                              | 5                  | N.D.         | N.D.           |
| 16 novembre 2024 | Toronto           | Canada       | Rogers Centre                              | 5                  | N.D.         | N.D.           |
| 21 novembre 2024 | Toronto           | Canada       | Rogers Centre                              | 5                  | N.D.         | N.D.           |
| 22 novembre 2024 | Toronto           | Canada       | Rogers Centre                              | 5                  | N.D.         | N.D.           |
| 23 novembre 2024 | Toronto           | Canada       | Rogers Centre                              | 5                  | N.D.         | N.D.           |
| 6 dicembre 2024  | Vancouver         | Canada       | BC Place Stadium                           | 5                  | N.D.         | N.D.           |
| 7 dicembre 2024  | Vancouver         | Canada       | BC Place Stadium                           | 5                  | N.D.         | N.D.           |
| 8 dicembre 2024  | Vancouver         | Canada       | BC Place Stadium                           | 5                  | N.D.         | N.D.           |
| Totale           | Totale            | Totale       | Totale                                     | Totale             | 10.168.008   | $2.077.618.725 |

Note
1. ↑  Le artiste di apertura erano Phoebe Bridgers e Gracie Abrams; tuttavia, a causa di ritardi dovuti al tempo instabile, entrambi i set sono stati cancellati.
2. ↑  Le artiste di apertura erano Muna e Gracie Abrams; tuttavia, a causa di previsioni di temporale, il set della Abrams è stato cancellato.
3. ↑  Inizialmente previsto per il 10 novembre 2023, il concerto è stato posticipato a causa di condizioni meteorologiche avverse.
4. ↑  Inizialmente previsto per il 18 novembre 2023, il concerto è stato posticipato a causa dell'ondata di caldo estremo in Brasile.
5. ↑  L'artista di apertura era Sabrina Carpenter; tuttavia, a causa di ritardi dovuti a temporali, il set è stato cancellato.

### Cancellazioni
| Data           | Città  | Stato   | Luogo               | Causa                                     |
| Europa         | Europa | Europa  | Europa              | Europa                                    |
| -------------- | ------ | ------- | ------------------- | ----------------------------------------- |
| 8 agosto 2024  | Vienna | Austria | Stadio Ernst Happel | Complotto terroristico di Vienna del 2024 |
| 9 agosto 2024  | Vienna | Austria | Stadio Ernst Happel | Complotto terroristico di Vienna del 2024 |
| 10 agosto 2024 | Vienna | Austria | Stadio Ernst Happel | Complotto terroristico di Vienna del 2024 |